# Liste der Baudenkmäler in Hammelburg
Auf dieser Seite sind die Baudenkmäler in der unterfränkischen Stadt Hammelburg zusammengestellt. Diese Tabelle ist eine Teilliste der Liste der Baudenkmäler in Bayern. Grundlage ist die Bayerische Denkmalliste, die auf Basis des Bayerischen Denkmalschutzgesetzes vom 1. Oktober 1973 erstmals erstellt wurde und seither durch das Bayerische Landesamt für Denkmalpflege geführt wird. Die folgenden Angaben ersetzen nicht die rechtsverbindliche Auskunft der Denkmalschutzbehörde.

## Ensembles

### Ensemble Marktplatz Hammelburg
Der Ausbau Hammelburgs zur Stadt durch die Äbte von Fulda erfolgte um die Mitte des 13. Jahrhunderts. Dabei wurden zwei alte Siedlungsteile, ein Herrenhof und eine Kaufmannsniederlassung zusammengeschlossen. In der Mitte der neuen Stadt entstand der geräumige, rechteckige Marktplatz (Lage) im Schnittpunkt der Fernwege. Das mittelalterliche Stadtbild ging im großen Stadtbrand von 1854 unter. Der Marktplatz trägt heute deshalb über dem hochmittelalterlichen Grundriss eine Bebauung aus der maximilianischen Zeit. Die im Sinne der maximilianischen Neugotik erneuerte Giebelfront des Rathauses beherrscht den Platzraum an dessen südwestlicher Seite. Leicht exzentrisch, etwa am Schnittpunkt der einmündenden Straßen steht der Renaissance-Marktbrunnen. Umgrenzung: Marktplatz 1–15, Kirchgasse 2, Weihertorstraße 1. Aktennummer: E-6-72-127-1.

### Ensemble Bahnhofstraße Hammelburg

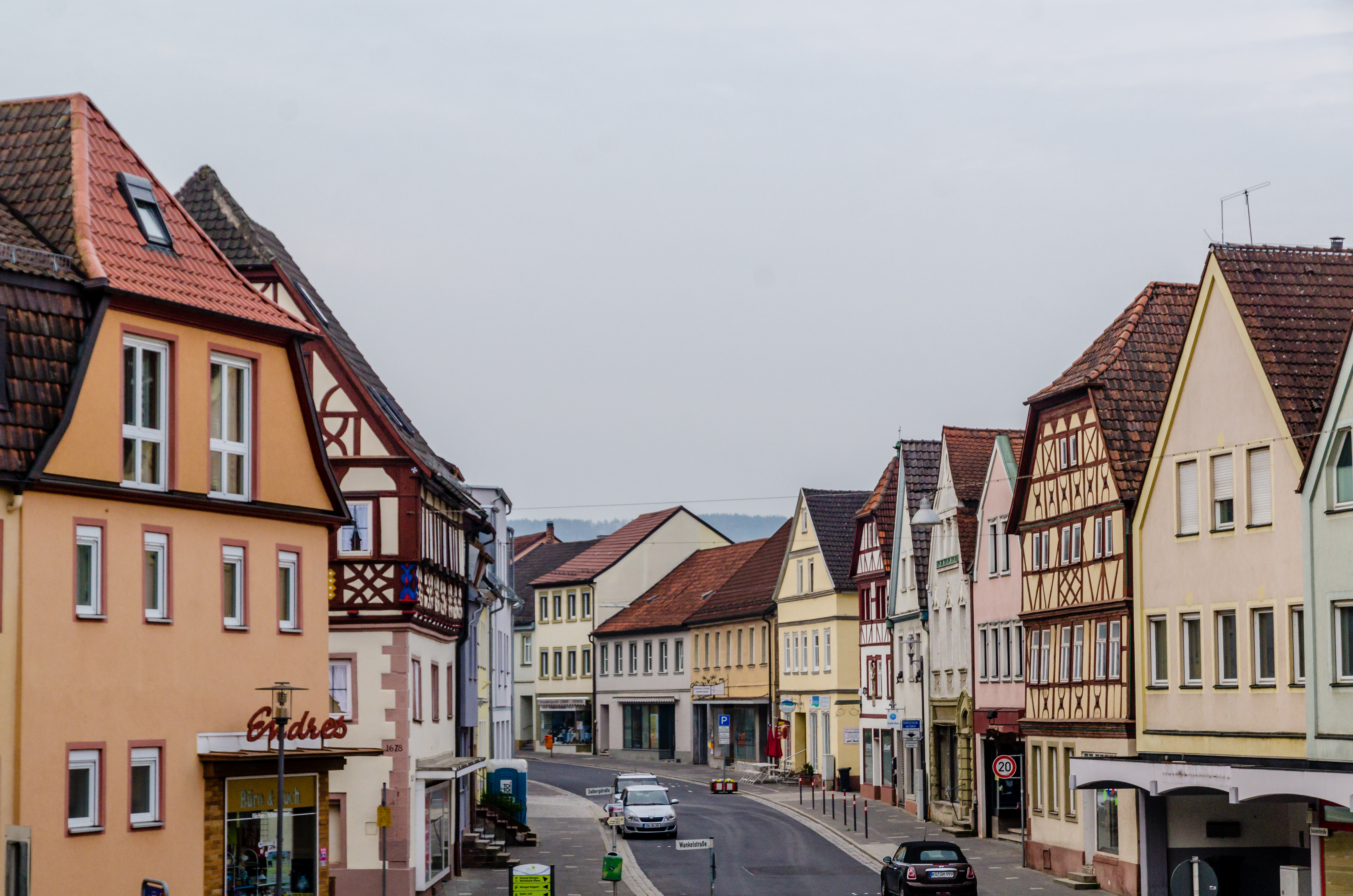
Das Ensemble Bahnhofstraße von Norden

Im unteren Teil der Bahnhofstraße (Lage) hat sich die Bebauungsstruktur und großteils auch die Bebauungssubstanz aus der Zeit vor dem Stadtbrand von 1854 erhalten. Auf der Ostseite schließt sich an das Schoberhaus nach Süden eine geschlossene Reihe schmaler, verputzter Traufseithäuser in Fachwerkbauweise mit vorspringenden Obergeschossen aus dem 17./18. Jahrhundert an. Die gegenüberliegende westliche Zeile ist durch eine regelmäßige Reihung von Giebelhäusern geprägt, in der sich angepasste Auswechslungen des 20. Jahrhunderts befinden. Umgrenzung: Bahnhofstraße 20–32 (gerade Nummern), 35–53 (ungerade Nummern), Dalbergstraße 1. Aktennummer: E-6-72-127-2.

## Stadtbefestigung Hammelburg
Die Stadtbefestigung wird 1242 erstmals erwähnt und zwischen 1256 und 1260 vollendet. Die Ringmauer bestand aus Bruchsteinquadermauerwerk mit einer Dicke bis zu 1,5 m. Die Zwingermauer ist bedeutend schmäler und teilweise mit jüngeren Nebengebäuden überbaut. Von ehemals drei Stadttoren, das Weihertor im Westen, das Obere Tor im Osten und das Niedertor im Norden, ist keines erhalten; sie wurden nach dem Stadtbrand von 1854 abgerissen. Die Tore besaßen allesamt Tortürme, wobei das Weihertor besonders mit einem Gusserker in Richtung Saale bewehrt war. Reste der mittelalterlichen Ring- und Zwingermauer sind vor allem im südlichen Abschnitt erhalten, in Resten auch im östlichen Verlauf. Aktennummer: D-6-72-127-4.
Es sind insgesamt drei Mauertürme erhalten.

| Lage                          | Objekt     | Beschreibung | Akten-Nr.             | Bild           |
| ----------------------------- | ---------- | --- | --------------------- | -------------- |
| Obere Stadtmauer (Standort)   | Mönchsturm | Halbrunder, ehemals fünfgeschossiger Turm mit Glockendach, Hau- bzw. Bruchsteinmauerwerk, zwischen 1242 und 1260               | D-6-72-127-4 Wikidata | weitere Bilder |
| Obere Stadtmauer (Standort)   | Hüterturm  | Dreigeschossiger Turm mit quadratischem Grundriss, Hau- bzw. Bruchsteinmauerwerk, zwischen 1242 und 1260, Mansarddach von 1801 | D-6-72-127-4 Wikidata | weitere Bilder |
| Seeshofer Straße 8 (Standort) | Baderturm  | Halbrunder, ehemals fünfgeschossiger Turm, Hau- bzw. Bruchsteinmauerwerk, zwischen 1242 und 1260                               | D-6-72-127-4 Wikidata | weitere Bilder |

## Baudenkmäler nach Gemeindeteilen

### Hammelburg
| Lage                                                                    | Objekt                                                                        | Beschreibung | Akten-Nr.               | Bild           |
| ----------------------------------------------------------------------- | ----------------------------------------------------------------------------- | --- | ----------------------- | -------------- |
| Am Bahnhof 3 (Standort)                                                 | Wohngebäude                                                                   | Zweigeschossiger Backsteinbau mit Architekturgliederungselementen aus Sandstein und Mansarddach, historistisch, spätes 19. Jahrhundert | D-6-72-127-245 Wikidata | weitere Bilder |
| Am Bahnhof 3 (Standort)                                                 | Einfriedung                                                                   | Backsteinpfeiler mit schmiedeeisernen Zaunelementen, gleichzeitig | D-6-72-127-245 Wikidata | weitere Bilder |
| Am Bahnhof 5 (Standort)                                                 | Nebengebäude                                                                  | Zweigeschossiger Quadermauerwerksbau mit seitlichen Pavillonanbauten und Satteldächern, gleichzeitig | D-6-72-127-245 Wikidata | weitere Bilder |
| Am Bahnhof 4 (Standort)                                                 | Bahnhofsgebäude                                                               | Zweigeschossiger Sandsteinquaderbau mit schalenturmartigem Treppenhaus und Satteldach, sowie östlichem, eingeschossigem Sandsteinqauderanbau mit Satteldach, 1939/40 | D-6-72-127-258 Wikidata | weitere Bilder |
| Am Marktplatz (Standort)                                                | Marktbrunnen                                                                  | Rundes Brunnenbecken mit mehrfach eingezogenem Brunnenstock, von Johannes Schoner, 1541, baldachinartige Bekrönung mit vier auf Pfeilern aufsetzenden Rundbögen, mit reichem Medaillonschmuck und Wappen haltendem Löwen als Bekrönungsfigur, Sandstein, 1669 | D-6-72-127-47 Wikidata  | weitere Bilder |
| Am Marktplatz 1 (Standort)                                              | Rathaus                                                                       | Dreigeschossiger Massivbau mit Satteldach und Treppengiebeln, sowie gewölbter Erdgeschossdurchfahrt, im Kern 1526–29, Treppenturm von 1526, nach Stadtbrand 1854, von 1855 bis 1856 erneuert | D-6-72-127-44 Wikidata  | weitere Bilder |
| Am Marktplatz 1 (Standort)                                              | Kriegerdenkmal für die Gefallenen des Ersten Weltkrieges                      | 1914–18, am Nordwesteck des Rathauses, Figur des Heiligen Georg als Drachentöter unter baldachinartiger Überdachung, darunter Inschriftentafel mit den Namen der Gefallenen, um 1920 | D-6-72-127-44 Wikidata  | weitere Bilder |
| Am Marktplatz 7 (Standort)                                              | Hausmadonna                                                                   | Figur der Maria Immaculata, Sandstein, 18. Jahrhundert | D-6-72-127-45 Wikidata  | weitere Bilder |
| Am Marktplatz 11 (Standort)                                             | Ehemaliger Gasthof zur Post                                                   | Zweigeschossiger Sandsteinquaderbau mit Walmdach sowie Lisenengliederung und Stichbogenfenster, um 1860, 1981–82 entkernt | D-6-72-127-46 Wikidata  | weitere Bilder |
| Am Marktplatz 11 (Standort)                                             | Madonnenfigur                                                                 | Von Bahnhofstraße 16 in die heutige Schalterhalle transloziert, Sandstein, 18. Jahrhundert | D-6-72-127-46 Wikidata  | BW             |
| Am Steinthal 1 (Standort)                                               | Kapelle, sogenannte Steintalkapelle                                           | Einfacher Saalbau mit Satteldach und südlichem Dachreiter, 1739–42; mit Ausstattung | D-6-72-127-63 Wikidata  | weitere Bilder |
| An der Leite 22 (Standort)                                              | Kalköfen                                                                      | Zwei runde Kalköfen aus Hausteinmauerwerk mit Einsenspannringen, Sandstein und Schamott, 1911 und 1946 | D-6-72-127-261 Wikidata | weitere Bilder |
| Bahnhofstraße 4 (Standort)                                              | Ehemaliges Wohnstallhaus                                                      | Dreigeschossiger, verputzter Walmdachbau mit geohrten Fensterrahmungen und Tordurchfahrt, im Kern 18. Jahrhundert | D-6-72-127-6 Wikidata   | weitere Bilder |
| Bahnhofstraße 8 (Standort)                                              | Spitalkirche St. Nikolaus                                                     | Saalbau mit Satteldach und westlichem Dachreiter mit Spitzhelm, Außenmauern um 1400, Gewölbe und Fassade neugotisch, nach Stadtbrand erneuert, nach 1854; mit Ausstattung | D-6-72-127-7 Wikidata   | weitere Bilder |
| Bahnhofstraße 18 (Standort)                                             | Ehemaliges Forsthaus, jetzt Staatliches Forstamt                              | Zweigeschossiger, barocker Massivbau mit Mansarddach, bezeichnet „1775“ | D-6-72-127-8 Wikidata   | weitere Bilder |
| Bahnhofstraße 18 (Standort)                                             | Ehemaliges Ökonomiegebäude                                                    | Eingeschossiger Hausteinmauerwerksbau mit Halbwalmdach und Rondbogentor, wohl gleichzeitig | D-6-72-127-8 Wikidata   | weitere Bilder |
| Bahnhofstraße 32 (Standort)                                             | Ehemaliges Schoberhaus                                                        | Dreigeschossiger Krüppelwalmdachbau in Ecklage, mit massivem Erd- und Obergeschoss, sowie mit reichem Zierfachwerk im zweiten Obergeschoss und Giebel, bezeichnet „1628“ | D-6-72-127-9 Wikidata   | weitere Bilder |
| Bahnhofstraße 37 (Standort)                                             | Wohngebäude                                                                   | Schmaler, dreigeschossiger Halbwalmdachbau mit massivem, verputztem Erdgeschoss und Fachwerkobergeschossen, sowie mit Hausmadonna, Sandstein, 18. Jahrhundert | D-6-72-127-10 Wikidata  | weitere Bilder |
| Bahnhofstraße 41 (Standort)                                             | Wohngebäude                                                                   | Zweigeschossiger, verputzter Massivbau mit Satteldach und Zwerchgiebel, in Formen des barockisierenden Jugendstils, frühes 20. Jahrhundert | D-6-72-127-11 Wikidata  | weitere Bilder |
| Bahnhofstraße 45 (Standort)                                             | Wohngebäude                                                                   | Dreigeschossiger Fachwerkbau mit massivem Erdgeschoss und Halbwalmdach, 1590; Hoftor, massives Rundbogentor, bezeichnet „1721“ | D-6-72-127-13 Wikidata  | weitere Bilder |
| Bahnhofstraße 51 (Standort)                                             | Ehemaliges Wohngebäude, jetzt Gasthaus                                        | Dreigeschossiger Fachwerkbau mit massivem Erdgeschoss und Mansarddach, um 1800 | D-6-72-127-14 Wikidata  | weitere Bilder |
| Bahnhofstraße 53 (Standort)                                             | Ehemaliges Wohnwirtschaftsgebäude                                             | Zweigeschossiger, verputzter Fachwerkbau mit massivem Erdgeschoss und Schopfwalmdach, 18. Jahrhundert | D-6-72-127-15 Wikidata  | weitere Bilder |
| Berliner Straße (Standort)                                              | Heiligenhäuschen                                                              | Baldachinartiger Aufbau mit Helmdach und Heiligem Josef als Bekrönungsfigur, darin Hochrelief einer Pietà, auf würfelförmigem Sockel mit Inschrift, Sandstein, bezeichnet „1707“ | D-6-72-127-17 Wikidata  | weitere Bilder |
| Berliner Straße 2 (Standort)                                            | Sühnekreuz                                                                    | Grob gehauenes Sandsteinkreuz mit abgebrochenem Querbalken, wohl spätmittelalterlich | D-6-72-127-16 Wikidata  | weitere Bilder |
| Dalbergstraße 9 (Standort)                                              | Ehemaliges Wohnwirtschaftsgebäude                                             | Zweigeschossiger, verputzter Fachwerkbau mit Halbwalmdach und überbauter Toreinfahrt, 18. Jahrhundert | D-6-72-127-21 Wikidata  | weitere Bilder |
| Dalbergstraße 15 (Standort)                                             | Wohngebäude                                                                   | Zweigeschossiger, verputzter Fachwerkbau mit Halbwalmdach, mit Hausmadonna, 18. Jahrhundert | D-6-72-127-22 Wikidata  | weitere Bilder |
| Dalbergstraße 26 (Standort)                                             | Ehemaliges Austragshaus                                                       | Ehemals zu Dalbergstraße 28 gehörig, zweigeschossiger, verputzter Fachwerkbau mit Satteldach, 18. Jahrhundert | D-6-72-127-24 Wikidata  | weitere Bilder |
| Dalbergstraße 27 (Standort)                                             | Bauernhaus, sogenannter Schlettenhof                                          | Zweigeschossiger Zierfachwerkbau mit massivem Hausteinsockel und Satteldach, 17. Jahrhundert | D-6-72-127-25 Wikidata  | weitere Bilder |
| Dalbergstraße 27 (Standort)                                             | Hoftoranlage                                                                  | Hoftor mit separater Pforte, Hausteinmauerwerk und Holz, bezeichnet „1831“ | D-6-72-127-25 Wikidata  | weitere Bilder |
| Dalbergstraße 28 (Standort)                                             | Ehemaliges Ackerbürgerhaus bzw. Wohnwirtschaftsgebäude                        | Zweigeschossiger Fachwerkbau mit Mansardhalbwalmdach und westlichem Anbau, um 1800 | D-6-72-127-26 Wikidata  | weitere Bilder |
| Dalbergstraße 28 (Standort)                                             | Hoftoranlage                                                                  | Rundbogentor mit separater Pforte, Haustein, wohl 17. Jahrhundert | D-6-72-127-26 Wikidata  | weitere Bilder |
| Dalbergstraße 30 (Standort)                                             | Ehemaliges Ackerbürgerhaus                                                    | Zweigeschossiger, verputzter Fachwerkbau mit Satteldach und Renaissanceportal, 1590 | D-6-72-127-27 Wikidata  | weitere Bilder |
| Dalbergstraße 57 a (Standort)                                           | Ehemalige Synagoge, jetzt Wohngebäude                                         | Zweigeschossiger, verputzter Fachwerkbau mit Satteldach und nördlichem Anbau mit abgeschlepptem Dach, im Kern 1768 | D-6-72-127-28 Wikidata  | weitere Bilder |
| Dalbergstraße 75 (Standort)                                             | Bauernhaus                                                                    | Zweigeschossiger, teilweise verputzter Fachwerkbau mit Satteldach, im Erdgeschoss mit profilierten Fensterrahmungen, 18. Jahrhundert | D-6-72-127-29 Wikidata  | weitere Bilder |
| Dalbergstraße 75 (Standort)                                             | Scheune                                                                       | Hausteinmauerwerksbau mit Satteldach, wohl 18./19. Jahrhundert | D-6-72-127-29 Wikidata  | weitere Bilder |
| Dalbergstraße 75 (Standort)                                             | Hoftor                                                                        | Hausteinmauerwerk, 18./19. Jahrhundert | D-6-72-127-29 Wikidata  | weitere Bilder |
| Eschental ()                                                            | Bildstock                                                                     | Aufsatz mit Giebeldach und Kreuzbekrönung, sowie Bronzerelief der Muttergottes mit dem Jesuskind, auf Vierkantschaft über Sockel, Kunststein, um 1930 nicht nachqualifiziert, im Bayerischen Denkmal-Atlas nicht kartiert | D-6-72-127-67 Wikidata  |                |
| Faulstiegstraße (Standort)                                              | Kriegerdenkmal für die Gefallenen des Krieges von 1866                        | In Form eines profilierten Sandsteinkreuzes auf Postament mit Inschrift, nach 1866 | D-6-72-127-31 Wikidata  | weitere Bilder |
| Faulstiegstraße (Standort)                                              | Wegkreuz                                                                      | Sandstein Kruzifix mit erneuertem Corpus, Schaft mit Inschrift, bezeichnet „1719“ | D-6-72-127-30 Wikidata  | weitere Bilder |
| Friedhofstraße 17 (Standort)                                            | Friedhof                                                                      | Mit Grabmälern des 19. und 20. Jahrhunderts, sowie einigen wenigen Grabplatten des 16./17. Jahrhunderts entlang der nordwestlichen Friedhofsmauer aufgestellt | D-6-72-127-32 Wikidata  | weitere Bilder |
| Friedhofstraße 17a (Standort)                                           | Friedhofskapelle                                                              | Neugotischer Sandsteinquaderbau mit westlichem Dachreiter, teilweise als Familiengruft genutzt, 1872–73 | D-6-72-127-32 Wikidata  | weitere Bilder |
| Friedhofstraße 17 (Standort)                                            | Kruzifix                                                                      | Corpus an hohem Kreuzschaft, dieser mit Inschrift und Relief eines Winzermessers, Sandstein, bezeichnet „1548“ | D-6-72-127-32 Wikidata  | weitere Bilder |
| Friedhofstraße 17 (Standort)                                            | Kreuzigungsgruppe                                                             | Kruzifix auf Postament mit Inschrift, flankiert von Assistenzfiguren, neugotisch, bezeichnet „1849“ | D-6-72-127-32 Wikidata  | weitere Bilder |
| Friedhofstraße 17 (Standort)                                            | Kreuzwegstationen                                                             | Vierzehn klassische Kreuzwegstationen mit zwei zusätzlichen Stationen, zugleich Familiengrabmäler, Kunststein mit Bronzereliefplatten, um 1910 | D-6-72-127-32 Wikidata  | weitere Bilder |
| Friedhofstraße 17 (Standort)                                            | Gedenkkreuz, sogenanntes Flüchtlingskreuz                                     | Einfaches Holzkreuz in Sandsteineinfriedung mit Inschriftentafeln, um 1950 | D-6-72-127-32 Wikidata  | BW             |
| Friedhofstraße 17 (Standort)                                            | Familiengruft                                                                 | Bronzemadonna auf hohem Postament, flankiert von zwei weiteren Postamenten mit Segmentbogenabschluss, Sandstein, um 1900 | D-6-72-127-32 Wikidata  | weitere Bilder |
| Friedhofstraße 17 (Standort)                                            | Kriegerdenkmal für die Gefallenen des Ersten Weltkrieges 1914–18              | Namenstafel aus Kunststein mit Dreiecksgiebel und Bronzerelief mit Darstellung des Gekreuzigten flankiert von betenden Soldaten, um 1920 | D-6-72-127-32 Wikidata  | weitere Bilder |
| Friedhofstraße (Standort)                                               | Kreuzschlepper                                                                | Figur des kreuztragenden Christus auf Knien, auf hohem Sockel mit Inschrift, über Rundsäule mit Postament, Sandstein, 18. Jahrhundert | D-6-72-127-18 Wikidata  | weitere Bilder |
| Friedrich-Müller-Straße 13, Martin-Luther-Weg 1, 3 (Standort)           | Evangelisch-lutherische Stadtpfarrkirche St. Michael, Saalbau                 | Mit quadratischem Grundriss, und holzverkleideter, freitragender Spannbetondecke, Sandsteinverkleidung, nach Plänen von Olaf Andreas Gulbransson, 1962–63; mit Ausstattung | D-6-72-127-246 Wikidata | weitere Bilder |
| Friedrich-Müller-Straße 13, Martin-Luther-Weg 1, 3 (Standort)           | Evangelisch-lutherische Stadtpfarrkirche St. Michael, freistehender Campanile | Sandsteinverkleidung, mit spitz zulaufendem Pyramidendach, gleichzeitig | D-6-72-127-246 Wikidata | weitere Bilder |
| Friedrich-Müller-Straße 13, Martin-Luther-Weg 1, 3 (Standort)           | Pfarrhaus und Kindergarten                                                    | L-förmiger Gebäudekomplex, eingeschossige, verputzte Massivbauten mit Flachdächern, gleichzeitig | D-6-72-127-246 Wikidata | weitere Bilder |
| Friedrich-Müller-Straße 19 (Standort)                                   | Bildstock                                                                     | Reliefaufsatz mit Kreuzbekrönung und Kreuzigungsdarstellung als Nischenrelief, Rückseite Heiliger Georg als Drachentöter, auf gewundener Rundsäule mit Blattranke mit Postament, Sandstein, 18. Jahrhundert | D-6-72-127-33 Wikidata  | weitere Bilder |
| Frobeniusstraße 24 (Standort)                                           | Zwei Renaissanceportale                                                       | Sandsteingewände mit Engeln als Wappenträger, bezeichnet „1567“, sowie teilweise profilierte Fensterrahmungen, gleichzeitig | D-6-72-127-34 Wikidata  | weitere Bilder |
| Frobeniusstraße 30 (Standort)                                           | Ehemaliges Zehnthaus                                                          | Zweigeschossiger Satteldachbau mit massivem Kalbruch- bzw. Hausteinmauerwerk und vorkragendem, verputztem Fachwerkobergeschoss auf Konsolen, im Kern 16./17. Jahrhundert | D-6-72-127-35 Wikidata  | weitere Bilder |
| Ganstal ()                                                              | Bildstock                                                                     | Rundbogiger Reliefaufsatz mit Kreuzbekrönung und Darstellung der Kreuzigung, Rückseite mit Inschrift, auf Rundsäule über Sockel, Sandstein, bezeichnet „1696“ nicht nachqualifiziert, im Bayerischen Denkmal-Atlas nicht kartiert | D-6-72-127-62 Wikidata  |                |
| Geißlesberg ()                                                          | Pietà                                                                         | Sandsteinfigurengruppe, im Sockel Inschriftenfeld, bezeichnet „1734“ nicht nachqualifiziert, im Bayerischen Denkmal-Atlas nicht kartiert | D-6-72-127-2 Wikidata   |                |
| Josef-Schultheis-Straße 1 (Standort)                                    | Ehemaliges Spital                                                             | Gegründet um das Jahr 1343, Vierflügelanlage, zweigeschossiger, verputzter Massivbau mit Hausteinsockel, Satteldächern und Mittelrisalit auf der Südseite, nach Stadtbrand Neubau von 1854 | D-6-72-127-36 Wikidata  | weitere Bilder |
| Kirchgasse 4, 6, 8 (Standort)                                           | Sogenanntes Kellereischloss, Vierflügelanlage                                 | Zumeist zweigeschossige, verputzte Gebäudeflügel mit Eckquaderungen und Mansarddächern, Westflügel als Ansichtsseite mit dreigeschossigen Eckpavillons und Zwerchhaus mit Wappenrelief des Fürstbischofs Adolf von Dalberg im Giebeldreieck, sowie Loggienvorbau mit darüberliegendem Balkon, von Andrea Galasini, 1725–31 unter Einbeziehung der alten fürstäbtlichen Kellerei von 1573 | D-6-72-127-39 Wikidata  | weitere Bilder |
| Kirchgasse 4, 6, 8 (Standort)                                           | Sogenanntes Kellereischloss, Garteneinfriedung                                | Mit hoher Stützmauer und Wappenrelief, Hausteinmauerwerk und Balustrade, wohl gleichzeitig; Brunnen, 18. Jahrhundert, an der Kirchgasse | D-6-72-127-39 Wikidata  | weitere Bilder |
| Kirchgasse 9 (Standort)                                                 | Bildstockfragment                                                             | Ehemaliger Reliefaufsatz, in die Hauswand integriert, mit Pietàdarstellung, darunter Engelskopf und Inschriftenkartusche, Sandstein, bezeichnet „1698“ | D-6-72-127-41 Wikidata  | weitere Bilder |
| Kirchgasse 10 (Standort)                                                | Ehemalige Schule                                                              | U-förmiger Gebäudekomplex, zweigeschossiger, verputzter Massivbau mit Walmdächern, von Gleißner, 1856/58 | D-6-72-127-247 Wikidata | weitere Bilder |
| Kissinger Straße (Standort)                                             | Bildstock                                                                     | Rundbogiger Reliefaufsatz mit Darstellung einer Pietà in den Wolken, darunter Stifterfigur, auf Rundsäule über Postament, Sandstein, bezeichnet „1719“ | D-6-72-127-256 Wikidata | BW             |
| Kissinger Straße 26 (Standort)                                          | Amtsgericht                                                                   | Zweiflügeliger Gebäudekomplex mit zweigeschossigen, verputzten Walmdach- bzw. Halbwalmdachbauten, in Formen des reduzierten Historismus, von Anton Schick, 1912 | D-6-72-127-1 Wikidata   | weitere Bilder |
| Kissinger Straße 31 (Standort)                                          | Ehemaliges Wohnwirtschaftsgebäude                                             | Zweigeschossiger, verputzter Fachwerkbau mit Halbwalmdach, mit nördlichem, zweigeschossigen Satteldachanbau, wohl gleichzeitig | D-6-72-127-43 Wikidata  | weitere Bilder |
| Kissinger Straße 31 (Standort)                                          | Scheune                                                                       | Hausteinmauerwerksbau mit Satteldach und östlichem Fachwerkgiebel, wohl 18./19. Jahrhundert | D-6-72-127-43 Wikidata  | weitere Bilder |
| Kissinger Straße 31 (Standort)                                          | Hoftoranlage                                                                  | Rundbogentor mit separater Pforte mit geohrtem Gewände, Hau- bzw. Werkstein, bezeichnet „1577“ und „1739“ | D-6-72-127-43 Wikidata  | weitere Bilder |
| Mönchsgasse 2 (Standort)                                                | Hausmadonna                                                                   | Historistisch, um 1865 | D-6-72-127-353 Wikidata | BW             |
| Ofenthaler Weg 98 (Standort)                                            | Bildstock                                                                     | „Leistenkreuz“, ionische Säule auf Postament mit Reliefaufsatz Marienkrönung durch die Heilige Dreifaltigkeit, seitlich Hl. Antonius und Hl. Andreas, bez. 1728 | D-6-72-127-364          | BW             |
| Oskar-Röll-Platz 3, Von-Hess-Straße 4 (Standort)                        | Ehemaliges Pfarrhaus, heute Pfarramt                                          | Dreigeschossiger, massiver Satteldachbau mit Fachwerkgiebel, im Kern von 1626, Umbau 1985/86 | D-6-72-127-42 Wikidata  | weitere Bilder |
| Von-Hess-Straße 4, im Innenhof (Standort)                               | Kruzifix                                                                      | Sandstein, 17. Jahrhundert | D-6-72-127-42 Wikidata  | BW             |
| Oskar-Röll-Platz 3 (Standort)                                           | Reste der Einfriedung                                                         | Mit Rundbogentor und Pforte mit geohrem Gewände, darüber Pietàfigur, Hausteinmauerwerk, wohl 18. Jahrhundert | D-6-72-127-42 Wikidata  | weitere Bilder |
| Oskar-Röll-Platz 4; Nähe Kirchgasse (Standort)                          | Katholische Pfarrkirche St. Johannes der Täufer                               | Dreischiffige, basilikale Hallenkirche mit Satteldach und nördlichem Turm mit Spitzhelm, spätgotische Anlage, 1389–1461, Turmobergeschoss nach Stadtbrand von 1854 erneuert, Mittelschiff 1950 eingewölbt, sowie unter Wiederverwendung der spätgotischen Empore westlich um zwei Joche erweitert, 1957/58; mit Ausstattung                                                              | D-6-72-127-40 Wikidata  | weitere Bilder |
| Oskar-Röll-Platz 4; Nähe Kirchgasse (Standort)                          | Ölbergkapelle                                                                 | Ehemals an der Westseite der Kirche gegen die Südecke, zweigeschossiger, spätgotischer Sandsteinquaderbau mit Walmdach und gotischem Lichterker, um 1460, darin Ölberggruppe, um 1461, nach westlicher Kirchenerweiterung 1961 an heutiger Stelle wiedererrichtet | D-6-72-127-40 Wikidata  | weitere Bilder |
| Rote-Kreuz-Straße (Standort)                                            | Wegkapelle                                                                    | Kleiner Satteldachbau mit Rundbogen, 1877, darin Bildnische mit Relief der Pietà, Sockel mit Voluten und Inschrift, bezeichnet „1666“ | D-6-72-127-336 Wikidata | BW             |
| Rote-Kreuz-Straße (Standort)                                            | Bildstock                                                                     | Reliefaufsatz mit Kreuzbekrönung und Pietàdarstellung in Figurennische, auf Rundsäule mit Fruchtgehänge, über Sockel, Sandstein, bezeichnet „1752“ | D-6-72-127-48 Wikidata  | weitere Bilder |
| Schafgasse 10, 12 (Standort)                                            | Sogenannter Schafhof                                                          | Ehemaliger Schafhof, zentral in der Altstadt gelegenes, vom Stadtbrand 1854 verschontes Gut, Wohnhaus, zweigeschossiger Fachwerkbau aus Eiche, Erdgeschoss teilweise massiv, westlich abgewalmt, um 1700 | D-6-72-127-357          | weitere Bilder |
| Schafgasse 10 (Standort)                                                | Sogenannter Schafhof: Große Scheune                                           | Kalkstein und Fachwerk, westlich abgewalmt | D-6-72-127-357          | weitere Bilder |
| Schafgasse 10 (Standort)                                                | Sogenannter Schafhof: Einfriedungsmauer                                       | mit rundbogigem Hoftor, im Scheitel Wappen, bez. 1756 | D-6-72-127-357          | weitere Bilder |
| Schafgasse 10 (Standort)                                                | Sogenannter Schafhof                                                          | Nebengebäude | D-6-72-127-357          | BW             |
| Seeshofer Straße 1 (Standort)                                           | Kruzifix                                                                      | Sandsteinfiguren des Gekreuzigten mit Assistenzfiguren, 19. Jahrhundert, auf barockem Sandsteinsockel, 18. Jahrhundert | D-6-72-127-49 Wikidata  | weitere Bilder |
| Seeshofer Straße 15 (Standort)                                          | Gartenhaus                                                                    | Auf hölzernen Säulen und über einer Tür auf der Gartenmauer stehendes Fachwerkhäuschen mit hölzerner Säulenvorhalle, Biedermeier, um 1840 | D-6-72-127-359          | BW             |
| Spitalgasse (Standort)                                                  | St.-Nepomuk-Statue                                                            | Figur des Heiligen Nepomuk auf Volutensockel mit Inschrift, von Brüstung umgeben, Sandstein, von Johann Jakob Faulstieg, bezeichnet „1756“ | D-6-72-127-37 Wikidata  | weitere Bilder |
| Spitalgasse 5 (Standort)                                                | Ehemaliges Waisenhaus                                                         | Zweigeschossiger Sandsteinbau mit Mansardhalbwalmdach und stichbogigen Fensteröffnungen, 1873-75 durch die Carl von Heß’sche Stiftung, über Keller des Schultheiß’schen Hauses mit Einfriedungsmauer und Hoftor | D-6-72-127-358          | weitere Bilder |
| Steintal (Standort)                                                     | Bildstock                                                                     | Reliefaufsatz mit Darstellung der Marienkrönung, darunter Inschriftenkartusche, Rückseite mit Heiligen Familie, auf Rundsäule über Postament, mit Inschriftenkartuschen, Sandstein, bezeichnet „1718“ | D-6-72-127-65           | weitere Bilder |
| Turnhouter Straße (Standort)                                            | Heiligenfigur                                                                 | Marienfigur auf ornamentiertem Postament mit Inschrift, Sandstein, bezeichnet „1711“ | D-6-72-127-58 Wikidata  | weitere Bilder |
| Turnhouter Straße (Standort)                                            | Bildstock                                                                     | Reliefaufsatz mit Kreuzbekrönung und Darstellung der Marienerscheinung des Heiligen Simon Stock, darunter Inschriftenblende, auf Rundsäule mit Postament, über erneuertem Sockel, Sandstein, bezeichnet „1719“ | D-6-72-127-12 Wikidata  | weitere Bilder |
| Turnhouter Straße (Standort)                                            | Brunnen                                                                       | Kelchartige Brunnenschale mit achteckigem Fuß, darin achteckiger Brunnenstock mit neugotischem Ornamentfries, Sandstein, um 1860 | D-6-72-127-52 Wikidata  | weitere Bilder |
| Turnhouter Straße 15 (Standort)                                         | Ehemalige Mühle, sogenannte Herrenmühle, seit 1991 Stadtmuseum                | Zweigeschossiger, teilweise verputzter Hausteinmauerwerksbau mit Satteldach und Renaissanceportal, bezeichnet „1597“, barocke Fassade mit Volutengiebel, um 1700 | D-6-72-127-5 Wikidata   | weitere Bilder |
| Turnhouter Straße 15 (Standort)                                         | Torbogen                                                                      | Mit separater Pforte, Hau- bzw. Werkstein, um 1700 (1971 von Bahnhofstraße 1 a transloziert) | D-6-72-127-5 Wikidata   | weitere Bilder |
| Turnhouter Straße 15, An der Thulba (Standort)                          | Bildstock                                                                     | um 1930 | D-6-72-127-5 Wikidata   | BW             |
| Von-Hess-Straße 10 (Standort)                                           | Ehemaliges Gefängnis, heute Pfarrheim                                         | Zweigeschossiger Hausteinmauerwerksbau mit Walmdach, 1836 | D-6-72-127-54 Wikidata  | weitere Bilder |
| Von-Hess-Straße 10 (Standort)                                           | Reste der Gefängnismauer                                                      | Mit Rundbogentor, Hausteinmauerwerk, gleichzeitig | D-6-72-127-54 Wikidata  | weitere Bilder |
| Von-Hess-Straße 12 (Standort)                                           | Hausmadonna                                                                   | Figur der Maria Immaculata, Sandstein, transloziert von Dalbergstraße 19, Sandstein, 18. Jahrhundert | D-6-72-127-259 Wikidata | weitere Bilder |
| Weihertorstraße 8 (Standort)                                            | Wohngebäude                                                                   | Zweigeschossiger, traufständiger Quadermauerwerksbau mit Satteldach und Tordurchfahrt, 18. Jahrhundert | D-6-72-127-56 Wikidata  | weitere Bilder |
| Wolfgang (Standort)                                                     | Wegkreuz                                                                      | Kruzifix, 2. Hälfte 17. Jh., Sandstein auf Tischsockel, Sockelplatte bez. 1682, am Kreuz bez. 1752 | D-6-72-127-365          | BW             |
| Zur Kanzel ()                                                           | Bildstock                                                                     | Aufsatz mit Giebeldach, in Aufsatznische Relief des Heiligen Urban, auf Vierkantpfeiler mit Traubenrelief, Kunststein, bezeichnet „1930“ nicht nachqualifiziert, im Bayerischen Denkmal-Atlas nicht kartiert | D-6-72-127-66 Wikidata  |                |
| Zur Kanzel 5 (Standort)                                                 | Bildstock                                                                     | Reliefaufsatz mit Pietàdarstellung auf balusterartiger Säule mit Inschriftenpostament, Sandstein, bezeichnet „1751“ | D-6-72-127-57 Wikidata  | BW             |
| Am Bahnhof 25; Bahnlinie Gemünden – Bad Kissingen; Würzburger Straße () | Bildstock                                                                     | rundbogiger Reliefaufsatz mit Darstellung der Dreifaltigkeit, darunter Inschriftenkartusche, Rückseite mit Inschrift, auf spindelförmiger Rundsäule, über Postament, Sandstein, bez. 1717 und 1728; nicht nachqualifiziert, im Bayerischen Denkmal-Atlas nicht kartiert | D-6-72-127-60           |                |

### Altstadt
| Lage                                 | Objekt                                         | Beschreibung | Akten-Nr.              | Bild           |
| ------------------------------------ | ---------------------------------------------- | --- | ---------------------- | -------------- |
| Am Schloßberg 3 (Standort)           | Bildstock                                      | Reliefaufsatz mit Bekrönungsfigur und Darstellung der Maria inmitten der Vierzehn Nothelfer, sowie das Blutwunder von Walldürn, auf Rundsäule über Sockel, Sandstein, 18. Jahrhundert | D-6-72-127-72 Wikidata | weitere Bilder |
| Am Schloßberg 3 (Standort)           | Bildstock                                      | Reliefaufsatz mit erneuerter Bekrönungsfigur des Heiligen Franziskus und Reliefdarstellung der Anbetung des Christuskindes durch die Hirten, auf Vierkantschaft mit Fruchtgebinden, Sandstein, bezeichnet „1648“ | D-6-72-127-73 Wikidata | weitere Bilder |
| Am Schloßberg 3 (Standort)           | Franziskanerkloster                            | Klostergründung 1649 durch Fürstabt Joachim Grafeneck von Fulda | D-6-72-127-69 Wikidata | weitere Bilder |
| Am Schloßberg 3 (Standort)           | Klosterkirche Unbefleckte Empfängnis           | Saalbau mit eingezogenem Chor und nördlichem Kapellenanbau, mit Satteldach und Dachreitern mit Welscher Haube, von Anton Payer, 1698–1700; mit Ausstattung | D-6-72-127-69 Wikidata | weitere Bilder |
| Am Schloßberg 3 (Standort)           | Klostergebäude                                 | Mehrflügelige Anlage, um den Klosterhof herum angeordnet, zumeist zweigeschossige Massivbauten mit Satteldächern, bzw. Walmdach, im Kern von 1656 bis 1658 | D-6-72-127-69 Wikidata | weitere Bilder |
| Am Schloßberg 3 (Standort)           | Ehemalige Lateinschule                         | Zweigeschossiger Halbwalmbau mit massivem Sockelgeschoss und Fachwerkobergeschoss, wohl 18. Jahrhundert; Klostermauer, Hausteinmauerwerk, drittes Viertel 17. Jahrhundert | D-6-72-127-69 Wikidata | BW             |
| Am Schloßberg 3; Wüstenei (Standort) | Kreuzweg                                       | Vierzehn barocke Stationen, davon zwölf kapellenartige Gehäuse mit geschweiftem, akanthusverziertem Giebel, Kreuzbekrönung und figürlicher Hochreliefszene, sowie der zwölften Station als Golgotha-Kreuzigungsgruppe mit Assistenzfiguren, Schächern, Putten und davorgelagerter Freitreppenanlage und der vierzehnten Station als Grabeskapelle, kleiner Massivbau mit Volutengiebel und Wappen, darin Figurengruppe mit Auferstehungsszene, Sandstein, wohl von Wenzelaus Marx und Johann Jakob Faulstieg, 1733 | D-6-72-127-70 Wikidata | weitere Bilder |
| Siebenschläfer-Kapelle (Standort)    | Wegkapelle, sogenannte Sieben-Schläfer-Kapelle | Kleiner, massiver Saalbau mit Satteldach, Rundbogentor und kielbogigem Giebelaufsatz, darin hölzernes Altarretabel mit Abendmahlszene, 1746 | D-6-72-127-74 Wikidata | weitere Bilder |
| Wüstenei (Standort)                  | Kreuzschlepper                                 | Figur des kreuztragenden Christus auf Knien, auf Rundsäule mit hohem Aufsatz mit Inschriftenkartusche, über Sockel, Sandstein, bezeichnet „1723“ | D-6-72-127-75 Wikidata | weitere Bilder |

### Bonnland
| Lage                            | Objekt                                                                         | Beschreibung | Akten-Nr.               | Bild                                      |
| ------------------------------- | ------------------------------------------------------------------------------ | --- | ----------------------- | ----------------------------------------- |
| Bonnland (Standort)             | Friedhof des abgesiedelten Ortes Bonnland                                      | Mit Grabdenkmälern des 19. Jahrhunderts/der ersten Hälfte des 20. Jahrhunderts, der Gruft derer von Gleichen-Rußwurm mit dreiteiligem, neugotischem Epitaph, nach 1895 (im Friedhof nur Kopie, das Original wurde 1938 entfernt), sowie Einfriedungsmauer, Bruchsteinmauerwerk, Eingang flankiert von zwei aufgesetzten, abgebrochenen Säulen, 19. Jahrhundert | D-6-72-127-262 Wikidata | Friedhof des abgesiedelten Ortes Bonnland |
| Bonnland (Standort)             | Ehemalige evangelisch-lutherische Pfarrkirche des abgesiedelten Ortes Bonnland | Chorturmkirche, Chorturm im Kern 13. Jahrhundert, Langhaus mit teilweise freiliegender Fachwerkkonstruktion, 1685, Sakristei 16. Jahrhundert | D-6-72-127-77 Wikidata  | weitere Bilder                            |
| Bonnland (Standort)             | Spätmittelalterlicher Kirchgaden                                               | | D-6-72-127-77 Wikidata  | BW                                        |
| Schloss Greifenstein (Standort) | Schloss Greifenstein                                                           | Zweiflügelige Schlossanlage in Formen der Renaissance, zwei- bzw. dreigeschossiger Massivbau mit Satteldächern, getreppten Giebeln und Fachwerkerkern, bezeichnet „1558“ und „1565“, 1726 verändert | D-6-72-127-78 Wikidata  | weitere Bilder                            |
| Schloss Greifenstein (Standort) | Schloss Greifenstein, zweiflügelige Schlossökonomie                            | Zweigeschossige Hausteinmauerwerksbauten mit Fachwerkaufstockung und Satteldächern, im Kern wohl 16./17. Jahrhundert, Aufstockung wohl 19. Jahrhundert | D-6-72-127-78 Wikidata  | BW                                        |
| Schloss Greifenstein (Standort) | Schloss Greifenstein, südlich vorgelagerte Treppenanlage                       | | D-6-72-127-78 Wikidata  | BW                                        |

### Diebach
| Lage                                 | Objekt                                         | Beschreibung | Akten-Nr.               | Bild           |
| ------------------------------------ | ---------------------------------------------- | --- | ----------------------- | -------------- |
| Am Sturmiusberg (Standort)           | Ehemaliges Friedhofskreuz, jetzt Wegkreuz      | Kruzifix auf Mühlradsockel, Sandstein, 19. Jahrhundert | D-6-72-127-95 Wikidata  | weitere Bilder |
| Beim Klingenbach (Standort)          | Bildstock                                      | Runder Reliefaufsatz mit Pietàdarstellung in Strahlenkranz, Rückseite mit Christusmonogramm, würfelförmiges Zwischenstück mit Engelskopf, auf abgefastem Vierkantschaft mit Postament, über gemauertem Sockel, Sandstein, 16./17. Jahrhundert                                                 | D-6-72-127-91 Wikidata  | weitere Bilder |
| Diebacher Straße 1 (Standort)        | Bauernhaus                                     | Zweigeschossiger Fachwerkbau mit massivem Sockel und Mansardhalbwalmdach, um 1774 | D-6-72-127-79 Wikidata  | weitere Bilder |
| Diebacher Straße 1 (Standort)        | Pforte                                         | Sandsteingewände, bezeichnet „1774“ | D-6-72-127-79 Wikidata  | weitere Bilder |
| Diebacher Straße 1 (Standort)        | Kellereingang                                  | Sandsteingewände von 1609 | D-6-72-127-79 Wikidata  | weitere Bilder |
| Diebacher Straße 1 (Standort)        | Ökonomiegebäude                                | Langgezogener, zweigeschossiger Satteldachbau, Sockelgeschoss aus verputztem Sandsteinquadermauerwerk, Obergeschoss verputztes Fachwerk, nach Westen modern verlängert, im Kern 18./19. Jahrhundert                                                                                           | D-6-72-127-79 Wikidata  | weitere Bilder |
| Diebacher Straße 2 (Standort)        | Katholische Pfarrkirche St. Georg              | Kreuzförmiger Bau mit eingezogenem Chor und Chorturm mit Welscher Haube, Chor und Chorturm im Kern spätromanisch, 13. Jahrhundert, 1508 Umgestaltung, 1923 nach Westen verlängert; mit Ausstattung                                                                                            | D-6-72-127-80 Wikidata  | weitere Bilder |
| Diebacher Straße 2 (Standort)        | Gadenanlage                                    | Zumeist zweigeschossige Fachwerkbauten mit massivem Sockel und Kellerabgängen, bezeichnet „1687“, „1794“ | D-6-72-127-80 Wikidata  | weitere Bilder |
| Diebacher Straße 3 (Standort)        | Ehemaliges Schulhaus                           | Eingeschossiger, verputzter Fachwerkbau mit massivem Sockel und Satteldach, bezeichnet „1710“ | D-6-72-127-260 Wikidata | weitere Bilder |
| Diebacher Straße 20 (Standort)       | Ehemaliges Bauernhaus                          | Schmaler, zweigeschossiger Fachwerkbau mit Satteldach und hohem Hausteinsockel mit rundbogigem Kellerabgang, bezeichnet „1514“ | D-6-72-127-81 Wikidata  | weitere Bilder |
| Diebacher Straße 22 (Standort)       | Ehemaliges Bauernhaus                          | Zweigeschossiger Fachwerkbau mit Satteldach und massivem Sockel mit rundbogigem Kellerabgang, im Kern 16./17. Jahrhundert | D-6-72-127-82 Wikidata  | weitere Bilder |
| Diebacher Straße 23 (Standort)       | Ehemaliges Bauernhaus                          | Eingeschossiger Fachwerkbau mit massivem Sockel und Satteldach, 1799, am Treppenaufgang bezeichnet „1857“ | D-6-72-127-248 Wikidata | weitere Bilder |
| Diebacher Straße 23 (Standort)       | Ehemaliges Ökonomiegebäude                     | Zweigeschossiger Satteldachbau mit massivem Erdgeschoss und Fachwerkobergeschoss, im Kern wohl Anfang 19. Jahrhundert | D-6-72-127-248 Wikidata | BW             |
| Diebacher Straße 24 (Standort)       | Ehemaliges Wohnstallhaus                       | Zweigeschossiger, verputzter Fachwerkbau mit Halbwalmdach und massivem Sockel mit rundbogigem Kellerabgang, bezeichnet „1567“ | D-6-72-127-83 Wikidata  | weitere Bilder |
| Diebacher Straße 28 (Standort)       | Gasthaus                                       | Zweigeschossiger, traufständiger Fachwerkbau mit Sockelgeschoss und Halb- bzw. Vollwalmdach, 16. Jahrhundert | D-6-72-127-84 Wikidata  | weitere Bilder |
| Gräfendorfer Weg ()                  | Sühnekreuz, sogenanntes Schwarzes Kreuz        | Grob gehauenes Kreuz aus Sandstein, wohl spätmittelalterlich | D-6-72-127-101 Wikidata |                |
| Gräfendorfer Weg (Standort)          | Bildstock                                      | Rundbogiger Reliefaufsatz mit Pietàdarstellung, darunter Gesicht, bezeichnet „1769“, auf abgefastem Vierkantschaft, über ornamentiertem Postament, auf Tischsockel mit Inschriftenfeld, Sandstein, bezeichnet „1782“                                                                          | D-6-72-127-90 Wikidata  | BW             |
| Josef-Bott-Straße 27 (Standort)      | Bogenbrücke                                    | Heute mit noch vier erhaltenen Bögen über die Saale, mittig bis auf Brückenköpfe und Fundamente erneuert, Hausteinmauerwerk, Sandstein, mehrere Baudaten bekannt, 1638, 1686, 1688, 1724, 1738                                                                                                | D-6-72-127-87 Wikidata  | weitere Bilder |
| Junkerstraße (Standort)              | Bildstock                                      | Reliefaufsatz mit Kreuzbekrönung und Darstellung der Verhöhnung Christi, Rückseite mit Ölbergszene, auf balusterförmigem Schaft mit Akanthuslaub, über reliefiertem Postament mit Darstellungen von Kreuzigung, Geißelung, und Dornenkrönung, auf Tischsockel, Sandstein, bezeichnet „1705“   | D-6-72-127-86 Wikidata  | weitere Bilder |
| Nähe Diebacher Straße (Standort)     | Bildstock                                      | Reliefaufsatz mit Kreuzbekrönung und Darstellung der Anbetung Jesu durch die Heiligen Drei Könige, Rückseite mit Auferstehung, Basisteil mit geflügeltem Engelskopf, auf abgefastem Vierkantschaft mit Postament, über Tischsockel mit IHS Monogramm, Sandstein, bezeichnet „1757“ und „1798“ | D-6-72-127-85 Wikidata  | weitere Bilder |
| Nähe Obereschenbacher Weg (Standort) | Wegkreuz                                       | Kruzifix auf Tischsockel mit Inschriftenkartusche, Sandstein, bezeichnet „1860“ | D-6-72-127-98 Wikidata  | weitere Bilder |
| Nähe Reesbergweg (Standort)          | Bildstock                                      | Reliefaufsatz mit Darstellung des verspotteten Christus mit Stiftern, Rückseite mit Kreuzigungsszene, auf Rundsäule über erneuertem Sockel, Sandstein, 17. Jahrhundert | D-6-72-127-93 Wikidata  | weitere Bilder |
| Nähe Windheimer Weg (Standort)       | Wegkreuz                                       | Kruzifix auf Tischsockel mit Inschriftenfeld, Sandstein, bezeichnet „1901“ | D-6-72-127-92 Wikidata  | BW             |
| Nähe Windheimer Weg (Standort)       | Friedhofskreuz                                 | Kruzifix auf Postament mit Inschriftenfeld, Sandstein, bezeichnet „1875“ | D-6-72-127-88 Wikidata  | BW             |
| Neuer Stein (Standort)               | Bildstock                                      | Reliefaufsatz mit Pietàdarstellung darunter Inschriftenkartusche, auf schmalem abgefastem Vierkantschaft mit ornamentiertem Postament, auf Tischsockel mit Inschrift, Sandstein, bezeichnet „1766“                                                                                            | D-6-72-127-102 Wikidata | weitere Bilder |
| Obereschenbacher Weg (Standort)      | Bildstock                                      | Polygonaler Reliefaufsatz mit Darstellungen aus der Leidensgeschichte Christi, mit Inschrift unter jedem Relief, auf polygonalem Schaft mit reliefiertem Postament, über Tischsockel, Sandstein, bezeichnet „1716“                                                                            | D-6-72-127-99 Wikidata  | weitere Bilder |
| Ramenacker (Standort)                | Wappen des Fürstbischofs Heinrich von Bibra    | Ehemaliger Schlussstein der spätbarocken Brücke über die Thulba mit Inschriftentafeln für die Brückenbauten von 1765/1788, 1883 und 1958/59 | D-6-72-127-356 Wikidata | BW             |
| Reesbergweg (Standort)               | Bildstock                                      | Ecce-Homo-Figur auf balusterförmigem Schaft mit Akanthuslaub verziert, über Postament mit Pietà- und Heiligenrelief, auf Tischsockel, Sandstein, bezeichnet „1708“ | D-6-72-127-100 Wikidata | weitere Bilder |
| Rudelsbach (Standort)                | Bildstock                                      | Rundbogiger Reliefaufsatz mit Kreuzigungsdarstellung, Rückseite mit Inschrift, auf Vierkantschaft mit Postament, Sandstein, bezeichnet „1760“ | D-6-72-127-265 Wikidata | BW             |
| Stadtweg 27 (Standort)               | Kapelle, sogenannte Vierzehn-Nothelfer-Kapelle | Kleiner Massivbau mit Satteldach, in Rückwand eingelassen, Reliefaufsatz mit Darstellung der 14 Nothelfer um die Madonna angeordnet, auf Postament mit Inschrift, Sandstein, wohl 18./19. Jahrhundert                                                                                         | D-6-72-127-94 Wikidata  | weitere Bilder |
| Auf dem Sturmiusberg (Standort)      | Bergkapelle, sogenannte Sturmiuskapelle        | Kleiner, massiver Saalbau mit Satteldach und westlicher Fialbekrönung, 1892 | D-6-72-127-96 Wikidata  | weitere Bilder |
| Sturmiusberg (Standort)              | Kruzifix                                       | Kreuz mit Corpus auf Tischsockel mit Inschrift, Corpus aus vergoldetem Gusseisen, Kreuz und Postament aus Sandstein, zweite Hälfte 19. Jahrhundert | D-6-72-127-97 Wikidata  | weitere Bilder |
| Zur Neumühle (Standort)              | Wegkreuz                                       | Kruzifix, 2. Hälfte 19. Jh., auf gemauertem Sockel und leerer Muschelnische, Sandstein, bezeichnet 1692 | D-6-72-127-89 Wikidata  | BW             |

### Feuerthal
| Lage                               | Objekt                                  | Beschreibung | Akten-Nr.               | Bild               |
| ---------------------------------- | --------------------------------------- | --- | ----------------------- | ------------------ |
| Elmrich (Standort)                 | Bildstock                               | Quadratischer Reliefaufsatz mit Walmbedachung und Darstellung der Kreuzigung mit Heiligen Petrus und Paulus, sowie den Stiftern, Rückseite mit Inschrift und Madonnendarstellung, auf Rundsäule über Sockel, Sandstein, bezeichnet „1669“ | D-6-72-127-112 Wikidata | weitere Bilder     |
| Feuerthaler Straße 10 (Standort)   | Bildstock                               | Aufsatz als Bildhäuschen mit Spitzgiebelbedachung, darin Marienbildnis, auf Vierkantschaft mit Postament, Sandstein, 19. Jahrhundert | D-6-72-127-104 Wikidata | Bildstock          |
| Feuerthaler Straße 29 (Standort)   | Katholische Pfarrkirche St. Wendelin    | Hausteinsichtiger Saalbau mit eingezogenem Chor und Chorturm mit spitzzulaufendem Glockendach, Turmuntergeschoss war Chor des Vorgängerbaus, 13. Jahrhundert, Turmobergeschoss von 1850, Langhaus 1934–1936 erneuert; mit Ausstattung     | D-6-72-127-106 Wikidata | weitere Bilder     |
| Feuerthaler Straße 29 (Standort)   | Katholische Pfarrkirche St. Wendelin    | Bildstockaufsatz, in Westfassade eingelassen, Reliefdarstellung mit Kreuzigungsszene mit Engeln, das Blut Christi auffangend, sowie dem Heiligen Petrus und Fegefeuerdarstellung, mit Inschrift, Sandstein, bezeichnet „1733“             | D-6-72-127-106 Wikidata | BW                 |
| Feuerthaler Straße 35 (Standort)   | Bildstock                               | Reliefaufsatz mit Darstellung der Auferstehung und Inschriftenfeld, beide von Farnen umgeben, auf Rundsäule mit ornamentiertem Postament, Sandstein, bezeichnet „1715“                                                                    | D-6-72-127-107 Wikidata | weitere Bilder     |
| Feuerthaler Straße 37 (Standort)   | Ehemaliges Wohnstallhaus                | Zweigeschossiger Fachwerkbau mit Satteldach, 17. Jahrhundert | D-6-72-127-108 Wikidata | weitere Bilder     |
| Feuerthaler Straße 48 (Standort)   | Bildstock                               | Monolith mit rechteckiger Figurennische und Spitzgiebeldach, auf Vierkantschaft, auf erneuertem Sockel, Sandstein, 19. Jahrhundert | D-6-72-127-109 Wikidata | Bildstock          |
| Giebel (Standort)                  | Bildstock                               | Polygonaler Aufsatz mit glasiertem Tonrelief einer Pietàdarstellung umgeben von Kreuzigungsattributen, auf Vierkantschaft, Sandstein, bezeichnet „1848“                                                                                   | D-6-72-127-115 Wikidata | BW                 |
| Höhfeld (Standort)                 | Wegkreuz, sogenanntes Feuerthaler Kreuz | Kruzifix auf Tischsockel mit Inschriftenkartusche umrahmt von Girlanden und Lorbeer, darauf Holzgehäuse mit Rosenkranzmaria, Sandstein, bezeichnet „1811“, Einfriedung, Hausteinmauerwerk, sowie Sitzbänke, Sandstein, wohl gleichzeitig  | D-6-72-127-113 Wikidata | weitere Bilder     |
| Kaltenelse (Standort)              | Bildstock                               | Monolith mit Satteldach und Vierkantschaft, in Spitznische Marienbildnis, Sandstein, Schaft bezeichnet „1904“ | D-6-72-127-111 Wikidata | BW                 |
| Kreuzberg (Standort)               | Bildstock                               | Rundbogiger Reliefaufsatz mit Kreuzigungsszene und Kreuzbekrönung, auf Rundsäule mit diamantiertem Postament, über Sockel, Sandstein, 17./18. Jahrhundert                                                                                 | D-6-72-127-114 Wikidata | BW                 |
| Nähe Feuerthaler Straße (Standort) | Sühnekreuz                              | Grob gehauenes Sandsteinkreuz, wohl spätmittelalterlich | D-6-72-127-117 Wikidata | weitere Bilder     |
| Nähe Feuerthaler Straße (Standort) | Friedhofskreuz                          | Kruzifix auf Tischsockel mit Schädelstätte und Inschriftenfeld, Sandstein, Kunststein, bezeichnet „1928“ | D-6-72-127-116 Wikidata | Friedhofskreuz     |
| Oberthulbaer Weg (Standort)        | Grenzstein, sogenannter Dreimärker      | T-förmig behauener Sandstein, markiert die Gemarkungsgrenze Oberthulba-Elfershausen-Feuerthal, bezeichnet „1786“ | D-6-72-127-120 Wikidata | weitere Bilder     |
| Oberthulbaer Weg (Standort)        | Bildstock                               | Rechteckiger Aufsatz mit moderner Reliefdarstellung des Ecce homo, auf hohem Vierkantschaft, Sandstein, bezeichnet „1852“ | D-6-72-127-119 Wikidata | weitere Bilder     |
| Oberthulbaer Weg (Standort)        | Bildstock                               | Polygonaler Aufsatz mit modernem Ecce homo-Bildnis in Flachnische, auf Vierkantschaft, Sandstein, bezeichnet „1846“ | D-6-72-127-118 Wikidata | BW                 |
| Seeshofer Weg (Standort)           | Bildstock                               | Aufsatz mit gewölbtem Abschluss mit Reliefdarstellung des Heiligen Wendelin einen Bildstock anbetend, auf Vierkantschaft mit Inschrift auf Marmortafel, Kunststein, bezeichnet „1917“                                                     | D-6-72-127-121 Wikidata | BW                 |
| Seeshofer Weg (Standort)           | Bildstock                               | Rundbogiger Aufsatz mit modernem Bildnis in Flachnische, auf Rundsäule über Postament, Sandstein, bezeichnet „1858“ | D-6-72-127-110 Wikidata | BW                 |
| Zum Riedbrunnen (Standort)         | Kreuzdachbildstock                      | Aufsatz mit vier leeren Bildnischen auf Rundsäule mit Postament, über Sockel, Sandstein, bezeichnet „1696“ | D-6-72-127-105 Wikidata | Kreuzdachbildstock |

### Gauaschach
| Lage                                            | Objekt                                | Beschreibung | Akten-Nr.               | Bild           |
| ----------------------------------------------- | ------------------------------------- | --- | ----------------------- | -------------- |
| Nähe Altbessinger Weg (Standort)                | Bildstock                             | Rundbogiger Reliefaufsatz mit Kreuzigungsdarstellung, Seiten mit Christus an der Geißelsäule und Muttergottesdarstellung, auf Rundsäule mit Postament, über Tischsockel, Sandstein, bezeichnet „1715“                                                               | D-6-72-127-151 Wikidata | BW             |
| Eckenweinberg (Standort)                        | Wegkreuz                              | Kruzifix auf Postament mit Schädelstätte und Inschriftenkartusche, Sandstein, bezeichnet „1732“ | D-6-72-127-148 Wikidata | BW             |
| Friedhofsäcker (Standort)                       | Wegkreuz                              | Kruzifix auf Tischsockel mit Inschrift, Sandstein, bezeichnet „1880“ | D-6-72-127-145 Wikidata | weitere Bilder |
| Friedhofsäcker (Standort)                       | Friedhofskreuz                        | Kruzifix auf Postament, darauf Assistenzfiguren der Schmerzhaften Muttergottes, Johannes und Jesus als guter Hirte, Sandstein, bezeichnet „1715“ | D-6-72-127-144 Wikidata | weitere Bilder |
| Gauaschacher Straße 4 (Standort)                | Prozessionsaltar                      | Tabernakelförmiger Aufbau mit Evangelist Johannes als Bekrönungsfigur, Rückwand mit Kreuzigungsrelief, auf Sockel mit Inschriftenkartusche, Sandstein, bezeichnet „1743“                                                                                            | D-6-72-127-122 Wikidata | weitere Bilder |
| Gauaschacher Straße 8 (Standort)                | Hoftoranlage                          | Quadermauerwerkspfeiler und separater Pforte, darüber Madonnenfigur, Sandstein und Holz, bezeichnet „1837“ | D-6-72-127-123 Wikidata | weitere Bilder |
| Gauaschacher Straße 12 (Standort)               | Bauernhof, ehemaliges Wohnstallhaus   | Zweigeschossiger, verputzter Fachwerkbau mit Satteldach, um 1736 | D-6-72-127-126 Wikidata | weitere Bilder |
| Gauaschacher Straße 12 (Standort)               | Bauernhof, Ökonomiegebäude            | Zweigeschossiger, verputzter Satteldachbau, im Kern bezeichnet „1736“, nachträglich mit aufwendigen Holzschnitzereien verziert, 1893 | D-6-72-127-126 Wikidata | weitere Bilder |
| Gauaschacher Straße 12 (Standort)               | Bauernhof, Hoftoranlage               | Hoftor mit separater Pforte, darüber Pietàfigur, Sandstein und Holz, bezeichnet „1736“, nachträglich mit aufwendigen Holzschnitzereien verziert, 1893 | D-6-72-127-126 Wikidata | weitere Bilder |
| Gauaschacher Straße 17 (Standort)               | Hoftoranlage                          | Sandsteinpfeiler und separate Rundbogenpforte, bezeichnet „1795“ | D-6-72-127-127 Wikidata | weitere Bilder |
| Gauaschacher Straße 26 (Standort)               | Hoftoranlage                          | Hoftorpfeiler mit separater Fußgängerpforte mit Kruzifixbekrönung, Sandstein, bezeichnet „1793“ | D-6-72-127-129 Wikidata | weitere Bilder |
| Gauaschacher Straße 33 (Standort)               | Hoftoranlage                          | Ornamentierter Hoftorpfeiler und separate Fußgängerpforte, Sandstein, bezeichnet „1801“ | D-6-72-127-130 Wikidata | weitere Bilder |
| Gauaschacher Straße 34 (Standort)               | Ehemaliges Austragshaus               | Zweigeschossiger, verputzter Satteldachbau mit historistischer Holzgliederung, um 1895 | D-6-72-127-249 Wikidata | BW             |
| Gauaschacher Straße 38 (Standort)               | Prozessionsaltar                      | Tabernakelförmiger Aufsatz mit Evangelist Lukas als Bekrönungsfigur, Rückwand mit Reliefdarstellung des unter dem Kreuz fallenden Christus, auf Sockel mit Inschriftenkartusche, Sandstein, bezeichnet „1742“                                                       | D-6-72-127-131 Wikidata | weitere Bilder |
| Krämergasse 2 (Standort)                        | Hoftoranlage                          | Hoftorpfeiler und separate Fußgängerpforte, Sandstein, bezeichnet „1859“ | D-6-72-127-132 Wikidata | weitere Bilder |
| Lange Maß (Standort)                            | Bildstock                             | Reliefaufsatz mit Kreuzbekrönung und Darstellung der Kreuzigung, auf Rundsäule mit Postament, über Sockel, Sandstein, bezeichnet „1870“ | D-6-72-127-147 Wikidata | BW             |
| Lehmgrube (Standort)                            | Kreuzschlepper                        | Figur des kreuztragenden Christus auf Knien, auf ornamentiertem Vierkantpfeiler, über Tischsockel mit Inschriftenkartusche, Sandstein, bezeichnet „1785“ | D-6-72-127-146 Wikidata | BW             |
| Lindenrainstraße 1 (Standort)                   | Ehemaliges Bauernhaus                 | Zweigeschossiger, traufständiger Halbwalmbau mit massivem Erdgeschoss und verputztem Fachwerkoberstock, im Kern 17./18. Jahrhundert, Erneuerung, bezeichnet „1839“                                                                                                  | D-6-72-127-133 Wikidata | weitere Bilder |
| Lindenrainstraße 11 (Standort)                  | Hoftoranlage                          | Hölzernes Hoftor mit separater Fußgängerpforte, darüber Madonnenfigur, bezeichnet „1831“ | D-6-72-127-135 Wikidata | weitere Bilder |
| Lindenrainstraße 15 (Standort)                  | Bildstock                             | Reliefaufsatz mit Kreuzbekrönung und Darstellung der Kreuzigung, darüber Muschelornament, auf Rundsäule über erneuertem Sockel, Sandstein, bezeichnet „1632“ | D-6-72-127-128 Wikidata | weitere Bilder |
| Lindenrainstraße 15 (Standort)                  | Prozessionsaltar                      | Tabernakelförmiger Aufsatz mit Evangelist Johannes als Bekrönungsfigur, Rückwand mit Reliefdarstellung der Geißelung Christi, auf Sockel mit Inschriftenkartusche, Sandstein, bezeichnet „1790“                                                                     | D-6-72-127-136 Wikidata | weitere Bilder |
| Ludwigstraße 7 (Standort)                       | Ehemaliges Gemeindehaus               | Zweigeschossiger Fachwerkbau mit massivem Sockelgeschoss, sowie Erdgeschoss und Satteldach, um 1800 | D-6-72-127-137 Wikidata | weitere Bilder |
| Mehlgasse 8 (Standort)                          | Hoftoranlage                          | Hoftorpfeiler und separate Fußgängerpforte, Sandstein, bezeichnet „1801“ | D-6-72-127-138 Wikidata | weitere Bilder |
| Neubaustraße (Standort)                         | Mariensäule                           | Figur der Muttergottes auf Kantpfeiler über Tischsockel mit Inschrift, Sandstein, bezeichnet „1869“, 1977 renoviert | D-6-72-127-149 Wikidata | BW             |
| Pfaffenholz (Standort)                          | Bildstock                             | Reliefaufsatz mit Rundbedachung und Darstellung des Herz Jesu, auf Rundsäule über Sockel, Sandstein, wohl 19. Jahrhundert | D-6-72-127-150 Wikidata | weitere Bilder |
| Schweinfurter Straße 4 (Standort)               | Ehemaliges Wohnstallhaus              | Zweigeschossiger, giebelständiger Fachwerkbau mit massivem Sockel und Halbwalmdach, bezeichnet „1838“ | D-6-72-127-139 Wikidata | weitere Bilder |
| Sebastianstraße 1 (Standort)                    | Ehemaliges Wohnstallhaus              | Zweigeschossiger, verputzter Halbwalmbau mit massivem Erdgeschoss und Fachwerkoberstock, um 1780 | D-6-72-127-250 Wikidata | weitere Bilder |
| Sebastianstraße 1 (Standort)                    | Hoftoranlage                          | Mit Rundbogenpforte, zweite Hälfte 19. Jahrhundert, Pforte bezeichnet „1783“ | D-6-72-127-250 Wikidata | weitere Bilder |
| Sebastianstraße 2 (Standort)                    | Prozessionsaltar                      | Tabernakelförmiger Aufsatz mit Evangelist Johannes als Bekrönungsfigur, Rückwand mit Reliefdarstellung der Geißelung Christi, auf Sockel mit Inschriftenkartusche, Sandstein, bezeichnet „1790“ nicht nachqualifiziert, im Bayerischen Denkmal-Atlas nicht kartiert | D-6-72-127-142 Wikidata | BW             |
| Sebastianstraße 2 (Standort)                    | Katholische Pfarrkirche St. Sebastian | Saalbau mit eingezogenem Chor und östlicher Turmfassade mit Zwiebelhelm, von Johann Michael Fischer, 1786–89; mit Ausstattung | D-6-72-127-141 Wikidata | weitere Bilder |
| Sebastianstraße 2, Sebastianstraße 4 (Standort) | Zwei Kirchhoftore                     | Ornamentierte Sandsteinpfeiler, um 1790 | D-6-72-127-141 Wikidata | weitere Bilder |
| Sebastianstraße 6 (Standort)                    | Ehemalige Schule                      | L-förmiger, zweigeschossiger Massivbau mit Sattel- bzw. Walmdach, um 1870 | D-6-72-127-251 Wikidata | weitere Bilder |
| Sebastianstraße 8 (Standort)                    | Hoftoranlage                          | Hölzernes Hoftor und separater Fußgängerpforte mit Sandsteingewände, bezeichnet „1859“ | D-6-72-127-143 Wikidata | weitere Bilder |

### Lager Hammelburg
| Lage                                                                                 | Objekt                                                 | Beschreibung | Akten-Nr.               | Bild                    |
| ------------------------------------------------------------------------------------ | ------------------------------------------------------ | --- | ----------------------- | ----------------------- |
| Bonnländer Straße 11 (Standort)                                                      | Soldatenfriedhof                                       | Gedächtnisstätte der im Ersten Weltkrieg in Hammelburg inhaftierten und verstorbenen Kriegsgefangenen, Gedenkstein für die französischen Soldaten von Paul Jules Labbé, 1916, Grabdenkmäler für die russischen und englischen Soldaten, um 1918                                                                       | D-6-72-127-157 Wikidata | Soldatenfriedhof        |
| Hammelburg-Lager; Hochstraße; Truppenübungsplatz Hammelburg; Waldsiedlung (Standort) | Ehemaliges Generalshaus                                | Zweigeschossiger, verputzter Pyramidendachbau mit Hausteinsockel und Risalit, in Formen des Jugendstils, um 1910 (Gebäude Nr. 79); militärischer Bereich, kein öffentlicher Zutritt, Fotografierverbot | D-6-72-127-156 Wikidata | Ehemaliges Generalshaus |
| Hammelburg-Lager; Hochstraße; Truppenübungsplatz Hammelburg; Waldsiedlung (Standort) | Ehemaliger Militärgasthof                              | Eingeschossiger Hausteinmauerwerksbau mit Walmdach und Rundturm mit Glockendach, in Formen des Jugendstils, 1910/12 (Gebäude Nr. 18) | D-6-72-127-152 Wikidata | weitere Bilder          |
| Hammelburg-Lager; Hochstraße; Truppenübungsplatz Hammelburg; Waldsiedlung (Standort) | Ehemalige Fernsprechvermittlung                        | Zweigeschossiger, verputzter Walmdachbau mit östlicher Uhrengaube, in Formen des Jugendstils, um 1910 (Gebäude Nr. 45) | D-6-72-127-154 Wikidata | weitere Bilder          |
| Rommelstraße 27 (Standort)                                                           | Ehemalige Garnionsverwaltung, heute Standortverwaltung | Zweigeschossiger, verputzter Walmdachbau mit mittigem Zwerchhaus flankiert von Turmerkern, in Formen des Jugendstils, um 1910 (Gebäude Nr. 27) | D-6-72-127-153 Wikidata | BW                      |
| Rommelstraße 27 (Standort)                                                           | Ehemaliges Offiziersheim                               | Zweigeschossiger, verputzter Walmdachbau mit Zwerchhäusern, östlichem Terrassenvorbau und westlichem Säulenportal mit Tympanon, in Formen des Jugendstils, um 1910 (Gebäude Nr. 66) | D-6-72-127-155 Wikidata | BW                      |
| Ruine Reußenberg (Standort)                                                          | Burgruine Reußenburg                                   | Reste der ehemaligen Ganerbenburg der Herren von Thüngen, Hauptburg mit Resten des Donjons und eines weiteren Gebäudes, sowie Mauerreste der ehemaligen Vorburg, errichtet 1333, vor 1523 aufgelassen, während der Bauernkriege um 1525 zerstört; militärischer Bereich, kein öffentlicher Zutritt, Fotografierverbot | D-6-72-127-159 Wikidata | weitere Bilder          |
| Truppenübungsplatz Hammelburg (Standort)                                             | Bildstockaufsatz                                       | Reliefaufsatz mit Kreuzbekrönung und Darstellung des kreuztragenden Christus, Sandstein, bezeichnet „1699“; militärischer Bereich, kein öffentlicher Zutritt, Fotografierverbot | D-6-72-127-158 Wikidata | Bildstockaufsatz        |
| Truppenübungsplatz Hammelburg (Standort)                                             | Kreuzschlepper                                         | Sandstein, Ende 18. Jahrhundert, modern überformt; militärischer Bereich, kein öffentlicher Zutritt, Fotografierverbot | D-6-72-127-158 Wikidata | Kreuzschlepper          |

### Morlesau
| Lage                            | Objekt                                | Beschreibung | Akten-Nr.               | Bild           |
| ------------------------------- | ------------------------------------- | --- | ----------------------- | -------------- |
| Cyriakusweg 4 (Standort)        | Katholische Filialkirche St. Cyriakus | Saalbau mit eingezogenem Chor und westlichem Dachreiter mit Spitzhelm, nachgotisch, um 1600; mit Ausstattung                                             | D-6-72-127-162 Wikidata | weitere Bilder |
| Cyriakusweg 4 (Standort)        | Kirchhofmauer                         | Hausteinmauerwerk, wohl 17./18. Jahrhundert | D-6-72-127-162 Wikidata | BW             |
| Cyriakusweg 4 (Standort)        | Kreuzweg                              | Vierzehn Stationen, Relieftafel mit spitzbogigem Aufsatz und Postament mit Inschrift, Sandstein, in neugotischen Formen, zweite Hälfte 19. Jahrhundert   | D-6-72-127-162 Wikidata | weitere Bilder |
| Cyriakusweg 4 (Standort)        | Friedhofskreuz                        | Kruzifix auf Tischsockel mit Inschrift, Sandstein, bezeichnet „1832“                                                                                     | D-6-72-127-162 Wikidata | BW             |
| Morlesauer Straße 2 (Standort)  | Ehemaliges Wohnstallhaus              | Zweigeschossiger, verputzter Fachwerkbau mit Satteldach, 18. Jahrhundert                                                                                 | D-6-72-127-160 Wikidata | BW             |
| Morlesauer Straße 5 (Standort)  | Wegkreuz                              | Kruzifix auf Tischsockel mit Inschrift, Sandstein, bezeichnet „1880“                                                                                     | D-6-72-127-161 Wikidata | weitere Bilder |
| Morlesauer Straße 26 (Standort) | Ehemalige Zehntscheune                | Eingeschossiger Massivbau aus Hausteinmauerwerk, mit Satteldach, 16./17. Jahrhundert                                                                     | D-6-72-127-163 Wikidata | weitere Bilder |
| Morlesauer Straße 28 (Standort) | Ehemaliges Wohnstallhaus              | Eingeschossiger Fachwerkbau mit Satteldach und hohem Sockelgeschoss, 18. Jahrhundert                                                                     | D-6-72-127-164 Wikidata | weitere Bilder |
| Ochsenthaler Straße (Standort)  | Kreuzstein, sogenannter Fischerstein  | Mit Einritzungen eines Angelhakens und eines Fisches, Sandstein, wohl spätmittelalterlich                                                                | D-6-72-127-167 Wikidata | weitere Bilder |
| Ochsenthaler Straße (Standort)  | Bildstock                             | Rundbogiger Reliefaufsatz mit Pietàdarstellung und Inschrift, auf Vierkantschaft über Tischsockel mit Inschriftenkartusche, Sandstein, bezeichnet „1751“ | D-6-72-127-166 Wikidata | weitere Bilder |

### Obererthal
| Lage                                      | Objekt                                                    | Beschreibung | Akten-Nr.               | Bild                                                      |
| ----------------------------------------- | --------------------------------------------------------- | --- | ----------------------- | --------------------------------------------------------- |
| Altenrod; Schäferhügel (Standort)         | Wegkreuz                                                  | Kruzifix auf Tischsockel mit Inschrift, Sandstein, bezeichnet „1910“ | D-6-72-127-171 Wikidata | Wegkreuz                                                  |
| Berg (Standort)                           | Bildstock                                                 | Rundbogiger Reliefaufsatz mit Pietàdarstellung, darunter Inschriftenfeld, Rückseite mit Inschrift, auf Rundsäule über Tischsockel mit Inschriftenfeld, Sandstein, bezeichnet 1751 nicht nachqualifiziert, im Bayerischen Denkmal-Atlas nicht kartiert | D-6-72-127-179 Wikidata | weitere Bilder                                            |
| Berg, Mühlwiesen (Standort)               | Kreuzdachbildstock                                        | Aufsatz mit Reliefdarstellungen von Golgothakreuz, Blütenornament, Christusmonogramm, sowie einer Nische mit Lamm und Monstranz, auf Rundsäule mit Weinrankenornament, Sandstein, bezeichnet „1700“                                                   | D-6-72-127-176 Wikidata | weitere Bilder                                            |
| Boden; Schäferhügel (Standort)            | Bildstock                                                 | Viereckiger Aufsatz mit Kreuzbekrönung und leerer Nische, gerahmt von Reliefzöpfen, auf Vierkantpfeiler über Postament, Sandstein, 19. Jahrhundert | D-6-72-127-175 Wikidata | weitere Bilder                                            |
| Kapellenweg (Standort)                    | Kreuzdachbildstock                                        | Aufsatz mit zwei leeren Rundbogennischen, eingraviertem Kreuz sowie IHS-Monogramm als Relief, auf Rundsäule über ornamentiertem Postament, Sandstein, bezeichnet „1688“                                                                               | D-6-72-127-170 Wikidata | weitere Bilder                                            |
| Küchenberg (Standort)                     | Kreuzdachbildstock                                        | Aufsatz mit Reliefdarstellungen von Golgothakreuz, Christusmonogramm, Blütenornament sowie leerer Nische, auf Vierkantschaft mit Postament, Sandstein, bezeichnet „1710“                                                                              | D-6-72-127-178 Wikidata | weitere Bilder                                            |
| Müllersgeheu (Standort)                   | Flurkreuz                                                 | Kruzifix auf Tischsockel mit Inschrift, Sandstein, bezeichnet „1858“ | D-6-72-127-174 Wikidata | weitere Bilder                                            |
| Nähe Maltesergasse (Standort)             | Bildstock                                                 | Reliefaufsatz mit rundbogigem Abschluss, Kreuzbekrönung und Kleeblattkreuz, auf Rundsäule über Postament, Sandstein, erste Hälfte 19. Jahrhundert | D-6-72-127-172 Wikidata | Bildstock                                                 |
| Nähe Obererthaler Straße 33/35 (Standort) | Sühnekreuz                                                | Grob gehauenes Steinkreuz mit Einritzung einer Pflugsech, Sandstein, wohl spätmittelalterlich nicht nachqualifiziert, im Bayerischen Denkmal-Atlas nicht kartiert                                                                                     | D-6-72-127-168 Wikidata | weitere Bilder                                            |
| Obererthaler Straße 6 (Standort)          | Katholische Filialkirche St. Antonius                     | Saalbau mit eingezogenem Chor und Ostturm mit Spitzhelm, dieser von 1481, Langhaus, 1865; mit Ausstattung | D-6-72-127-169 Wikidata | Katholische Filialkirche St. Antonius                     |
| Obererthaler Straße 6 (Standort)          | Kriegerdenkmal für die Gefallenen des Krieges von 1870/71 | Namenstafel mit Sandsteinumrahmung, bezeichnet „1895“ | D-6-72-127-169 Wikidata | Kriegerdenkmal für die Gefallenen des Krieges von 1870/71 |

### Obereschenbach
| Lage                                            | Objekt                              | Beschreibung | Akten-Nr.               | Bild           |
| ----------------------------------------------- | ----------------------------------- | --- | ----------------------- | -------------- |
| Eschenbach; Eschenbachstraße (Standort)         | Wegkreuz                            | Kruzifix auf Tischsockel mit abgeschrägter Deckplatte und Inschrift, Sandstein, bezeichnet „1912“ | D-6-72-127-184 Wikidata | BW             |
| Eschenbachstraße (Standort)                     | Bildstock                           | Geschwungenes Kapitell mit Kreuzbekrönung und Kreuzigungsrelief, auf Rundsäule über Sockel, am Bildstockfuß Muttergottesfigur, Sandstein, bezeichnet „1731“                                                                 | D-6-72-127-182 Wikidata | BW             |
| Galmbacherstraße 7 (Standort)                   | Katholische Kuratiekirche St. Georg | Steinsichtiger Saalbau mit eingezogenem Chor und Westturm mit Spitzhelm, in Formen der Neuromanik, um 1900; mit Ausstattung                                                                                                 | D-6-72-127-183 Wikidata | weitere Bilder |
| Hofstatt 1 (Standort)                           | Bildhäuschen                        | Rundbogige Nische auf gemauertem Sockel, darin moderne Gipspietà, Sandstein, 19. Jahrhundert | D-6-72-127-189 Wikidata | BW             |
| Hundsfelder Straße (Standort)                   | Wegkreuz                            | Leeres Kreuz auf Tischsockel mit Inschrift, darauf Pietàfigur, zweite Hälfte 19. Jahrhundert | D-6-72-127-181 Wikidata | BW             |
| Nähe Eschenbachstraße (Standort)                | Bildstock, sogenannter Lutherstein  | Gehäuseaufsatz mit pyramidenartigem Dachaufsatz (erneuert), auf Rundsäule mit Fratzen am Gesims, Sandstein, bezeichnet „1583“                                                                                               | D-6-72-127-186 Wikidata | BW             |
| Nähe Teichweg, Teichweg, Teichweg 13 (Standort) | Friedhofskreuz                      | Sandsteinkruzifix auf flachem Sockel, 18. Jahrhundert; Kreuzwegstationen, vierzehn rechteckige Kreuzwegstationen mit Reliefdarstellungen in Nischen, Sandstein, spätes 19. Jahrhundert                                      | D-6-72-127-185 Wikidata | BW             |
| Winnweg (Standort)                              | Bildstock                           | Blockartiger Aufsatz mit Kuppeldach und Kreuzbekrönung, sowie Kreuzigungsdarstellung, Rückseite Stifter vor leerem Kreuz, auf Vierkantschaft mit Inschriftenkartusche, über Sockel, Sandstein, bezeichnet „1626“ und „1837“ | D-6-72-127-187 Wikidata | weitere Bilder |

### Ochsenthal
| Lage                                | Objekt                               | Beschreibung | Akten-Nr.               | Bild           |
| ----------------------------------- | ------------------------------------ | --- | ----------------------- | -------------- |
| Nähe Ochsenthaler Straße (Standort) | Bildstock                            | Reliefaufsatz mit Kreuzbekrönung und Kreuzigungsdarstellung, auf abgefastem Vierkantschaft über Sockel, Sandstein, bezeichnet „1841“              | D-6-72-127-191 Wikidata | weitere Bilder |
| Ochsenthaler Straße 10 (Standort)   | Katholische Filialkirche St. Ottilia | Kleiner Saalbau mit eingezogenem Rechteckchor, und westlichem Dachreiter mit Glockendach, Chor um 1400, Langhaus 18. Jahrhundert; mit Ausstattung | D-6-72-127-190 Wikidata | weitere Bilder |

### Pfaffenhausen
| Lage                                 | Objekt                                       | Beschreibung | Akten-Nr.               | Bild           |
| ------------------------------------ | -------------------------------------------- | --- | ----------------------- | -------------- |
| Am Kirchberg (Standort)              | Missionskreuz                                | Kruzifix auf Postament mit Inschrift, Postament erneuert, Sandstein, bezeichnet „1755“ und „1949“ | D-6-72-127-193 Wikidata | weitere Bilder |
| Am Kirchberg 3 (Standort)            | Katholische Filialkirche St. Leonhard        | Saalbau mit Westturm, dieser im Kern spätgotisch, mit Welscher Haube, 15. Jahrhundert, Langhaus und Turmobergeschoss, 1703; mit Ausstattung | D-6-72-127-192 Wikidata | weitere Bilder |
| Am Pfarrsacker 1 (Standort)          | Friedhofskreuz                               | Kruzifix auf Postament mit Inschriftenkartusche, darauf Schädelstätte, Sandstein, bezeichnet „1820“ | D-6-72-127-194 Wikidata | weitere Bilder |
| An der Eich (Standort)               | Jüdischer Friedhof                           | Bis 1911 Verbandsfriedhof der verstorbenen Mitglieder der jüdischen Gemeinden in Geroda, Oberthulba, Untererthal, Unterriedenberg, Bad Kissingen (bis 1801), Bonnland, Dittlofsroda, Hessdorf, Westheim, Gemünden und Hammelburg, 1580 angelegt, genutzt bis 1938 | D-6-72-127-195 Wikidata | weitere Bilder |
| An der Eich (Standort)               | Jüdischer Friedhof, Reste der Friedhofsmauer | Hausteinmauerwerk, wohl 17./18. Jahrhundert | D-6-72-127-195 Wikidata | weitere Bilder |
| An der Eich (Standort)               | Jüdischer Friedhof, ehemaliges Taharahaus    | Eingeschossiger Hausteinmauerwerksbau mit Satteldach, wohl 17./18. Jahrhundert | D-6-72-127-195 Wikidata | weitere Bilder |
| Fuchsstadter Straße (Standort)       | Bildstock                                    | Reliefaufsatz mit Giebelbedachung und Kreuzbekrönung, sowie mit Madonnendarstellung in Flachnische, auf Vierkantpfeiler über Sockel mit Inschriftenfeld, Sandstein, bezeichnet „1865“                                                                             | D-6-72-127-196 Wikidata | weitere Bilder |
| Nähe Rommelstraße (Standort)         | Bildstock                                    | Aufsatz mit Giebelbedachung und Madonnenrelief, auf Rundsäule, über Sockel Sandstein, 19. Jahrhundert | D-6-72-127-252 Wikidata | BW             |
| Pfaffenhausener Straße 59 (Standort) | Ehemaliges Bauernhaus                        | Zweigeschossiger, verputzter Fachwerkbau mit Halbwalmdach und massivem Sockelgeschoss, 18. Jahrhundert, im frühen 19. Jahrhundert verändert | D-6-72-127-295 Wikidata | weitere Bilder |
| Wolfgang (Standort)                  | Bildstock                                    | Runder Reliefaufsatz mit Kreuzbekrönung und von Akanthus umrahmt, mit Pietàdarstellung, auf Rundsäule über Sockel, Sandstein, bezeichnet „1711“ und „1791“ | D-6-72-127-197 Wikidata | BW             |

### Saaleck
Burg Saaleck: 1228 erstmals erwähnt, Amtsburg der Landesherren des Klosters Fulda, bereits im 12. Jahrhundert Weingut der Äbte, bis 1868 Bayerisches Staatsweingut, im Kern mittelalterliche Burganlage
- Nordflügel (Lage), sogenanntes Altes Wohnhaus, zweigeschossiger Massivbau mit Satteldach und Treppengiebel, im Kern 12. Jahrhundert, im Wesentlichen 16./17. Jahrhundert, „1792“ verändert (bezeichnet)
- in der Nordwestecke daran anschließend der ehemalige Gefängnisturm (Lage), im Kern mittelalterlich
- Ostflügel (Lage), dreigeschossiger Massivbau mit Treppengiebeln auf hohem Sockel, Hausteinmauerwerk, im Kern um 1385, mit östlich hervorkragendem Fürstenbau mit zinnenbekröntem Rund- und Eckturm, Hausteinmauerwerk, im Kern 15. Jahrhundert, nach Brand 1867 weitgehend zerstört und erneuert
- ebenso wie der ehem. Ökonomiebau (Lage) bzw. Westflügel, eingeschossiger Hausteinmauerwerksbau mit Sockelgeschoss und Mansardwalmdach, ursprünglicher Bau des späten 18. Jh., nach Brand 1867 in heutigen Formen erneuert
- Burgtor (Lage), rundbogiger Hausteinmauerwerksbau, bezeichnet „1668“
- Bergfried (Lage), runder Buckelquaderbau, im Kern 12. Jahrhundert
- Burgbrücke (Lage), steinerne Bogenbrücke, Hausteinmauerwerk, 16./17. Jahrhundert
- Einfriedung (Lage), der Burg vorgelagert, Hausteinmauerwerk, 18./19. Jahrhundert

(Adresse: Saaleckstraße 1; Aktennummer:D-6-72-127-198).
Schloss Saaleck (Q2243264)

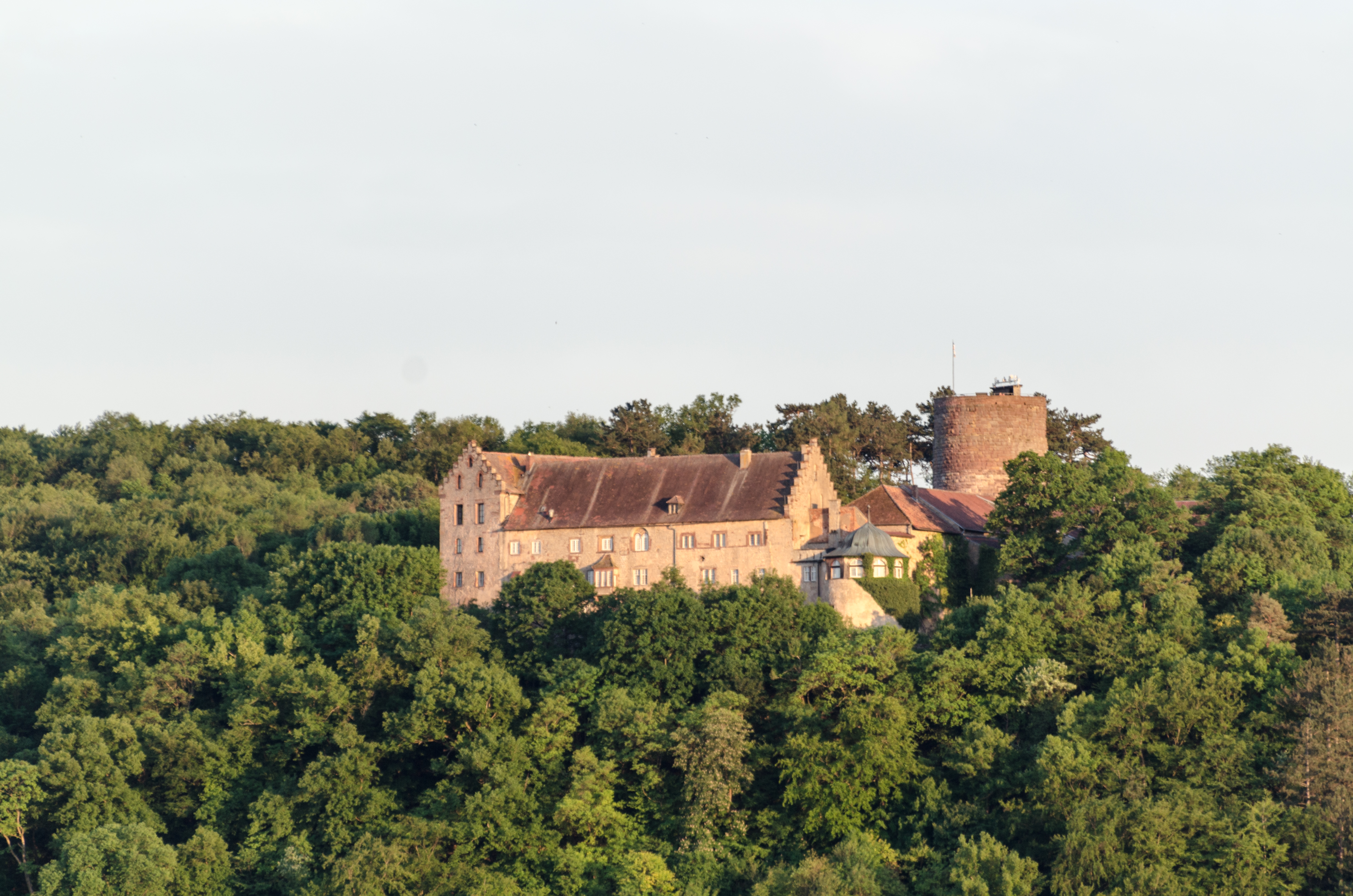
Gesamtanlage von Norden weitere Bilder
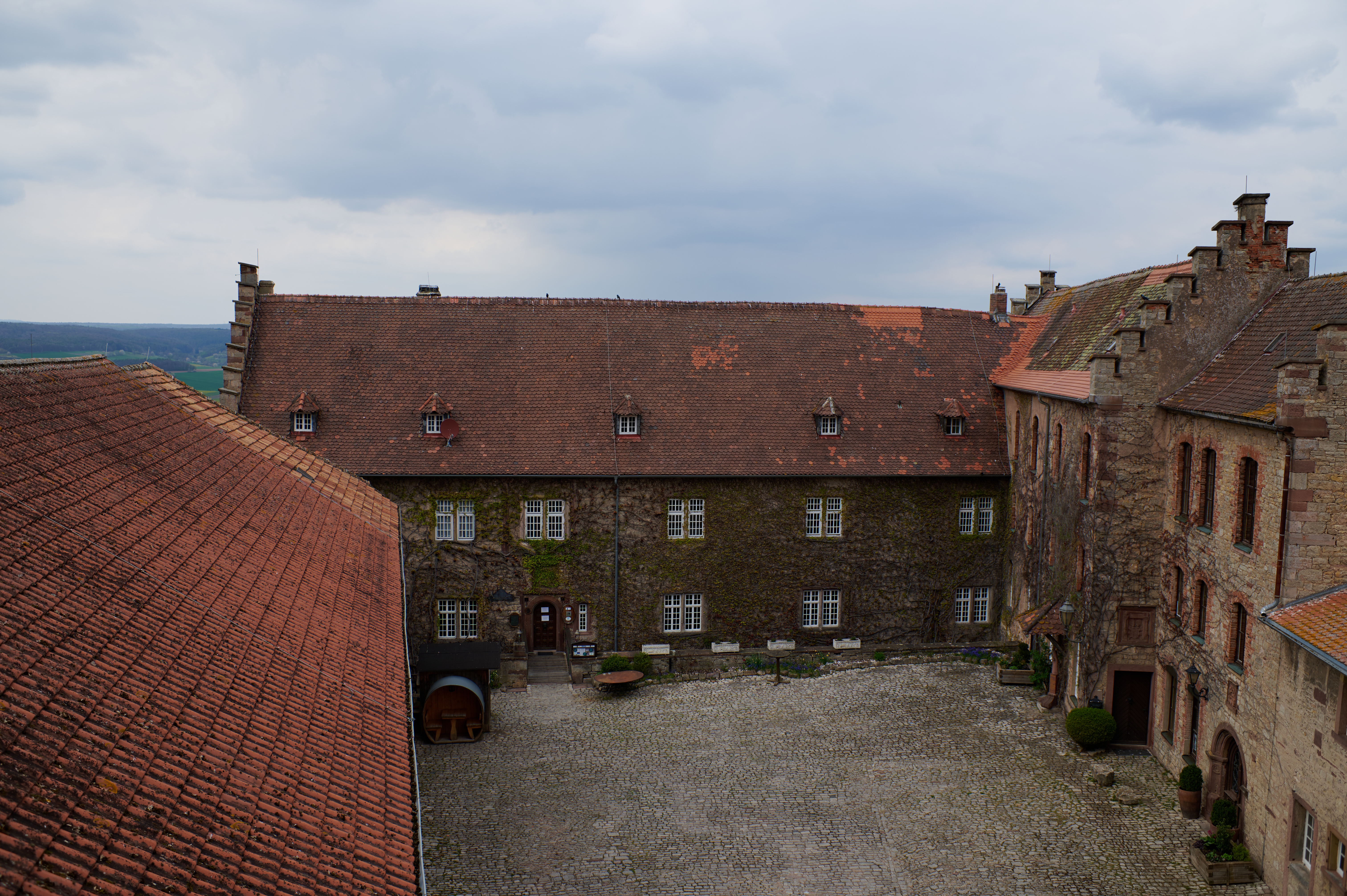
Gefängnisturm weitere Bilder
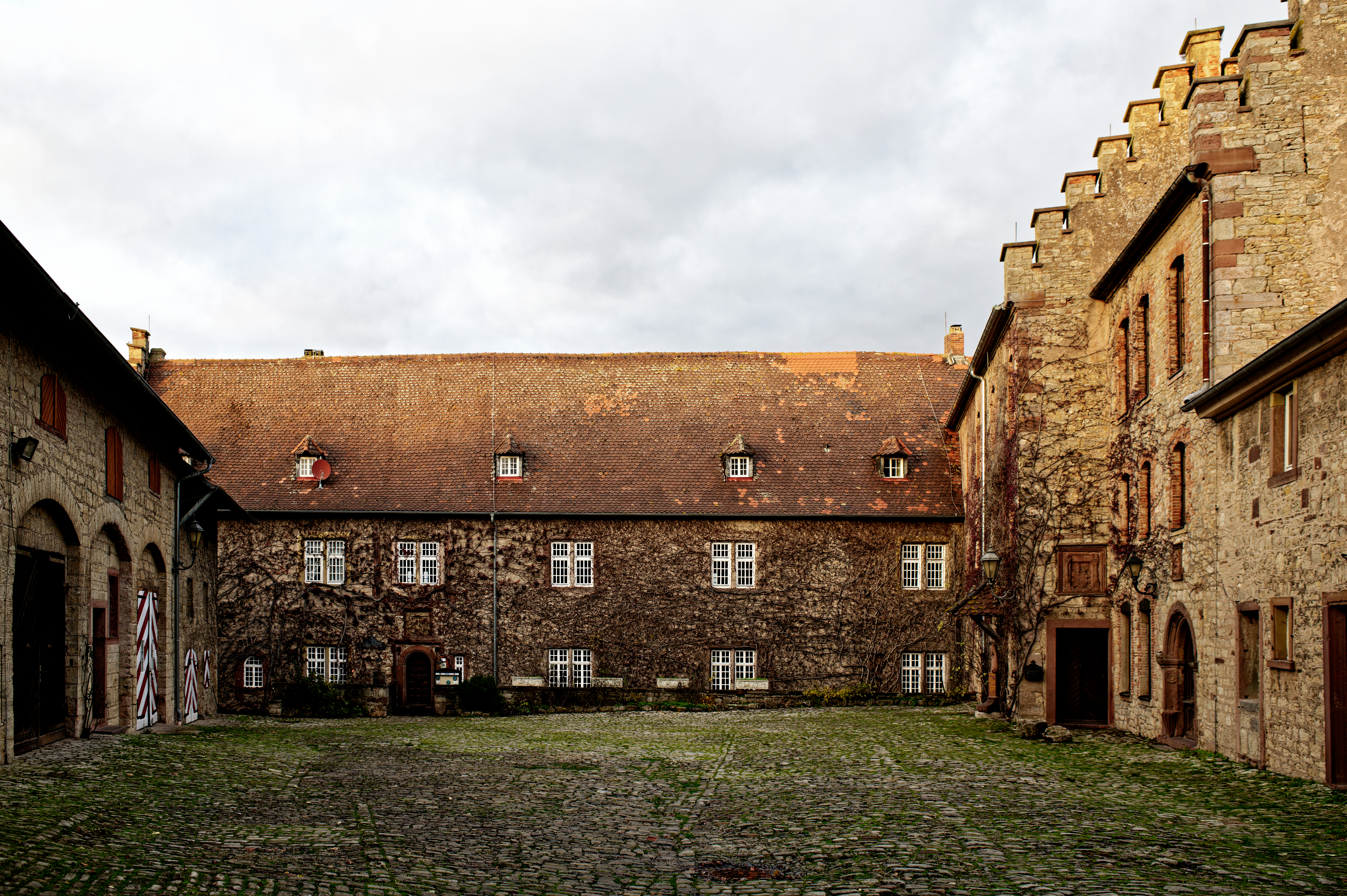
Nordflügel weitere Bilder
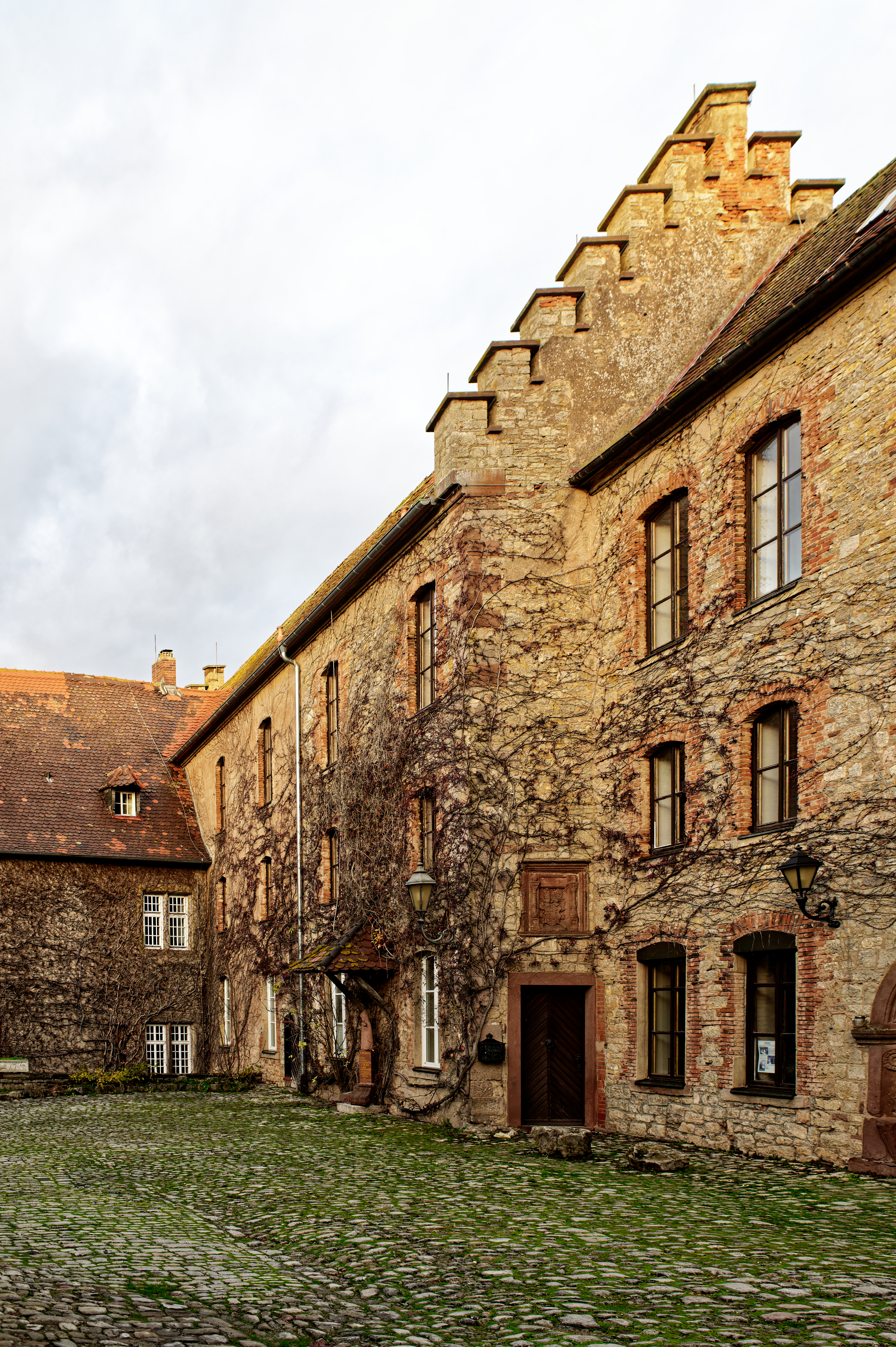
Ostflügel weitere Bilder
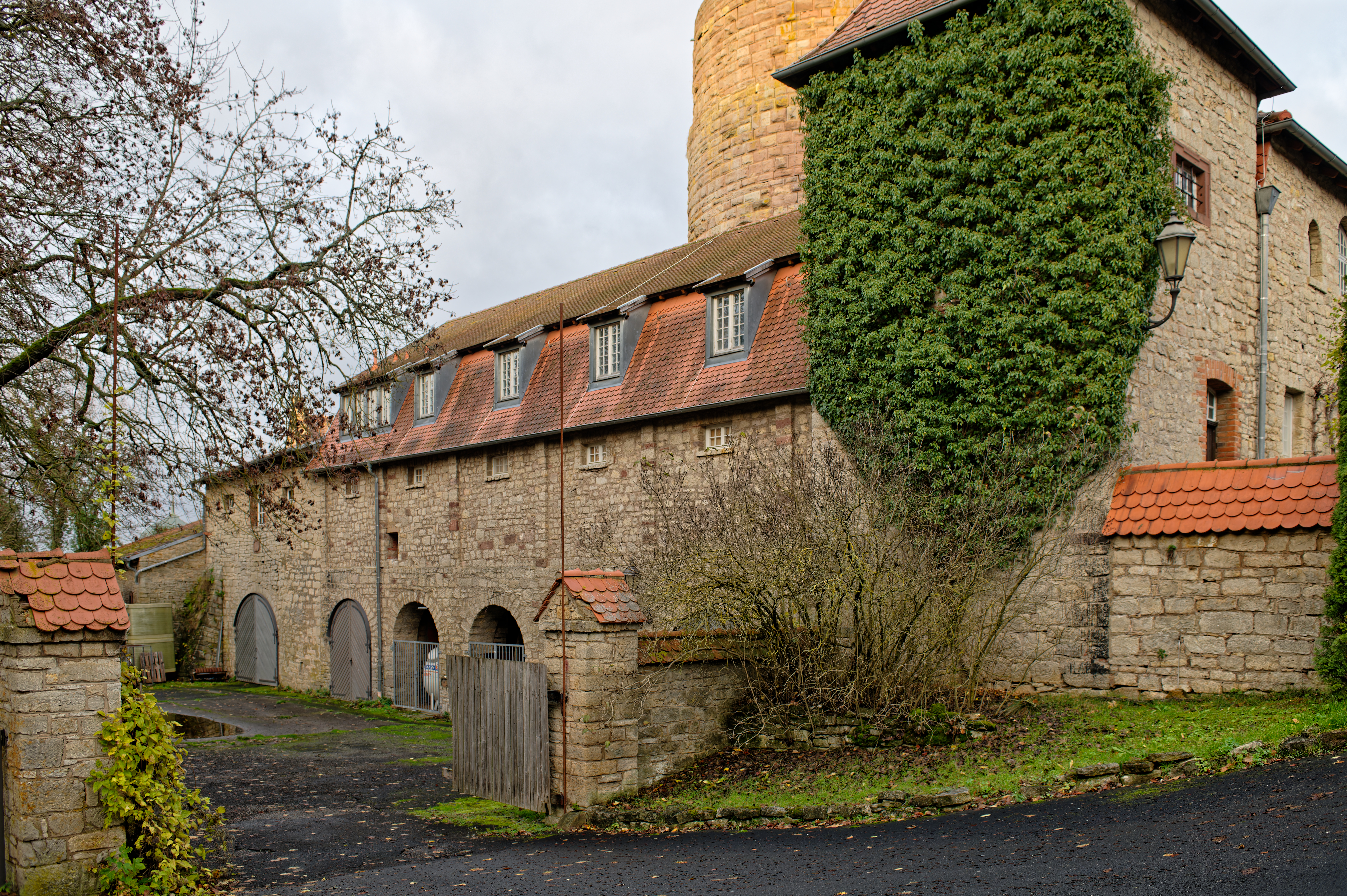
Westflügel weitere Bilder
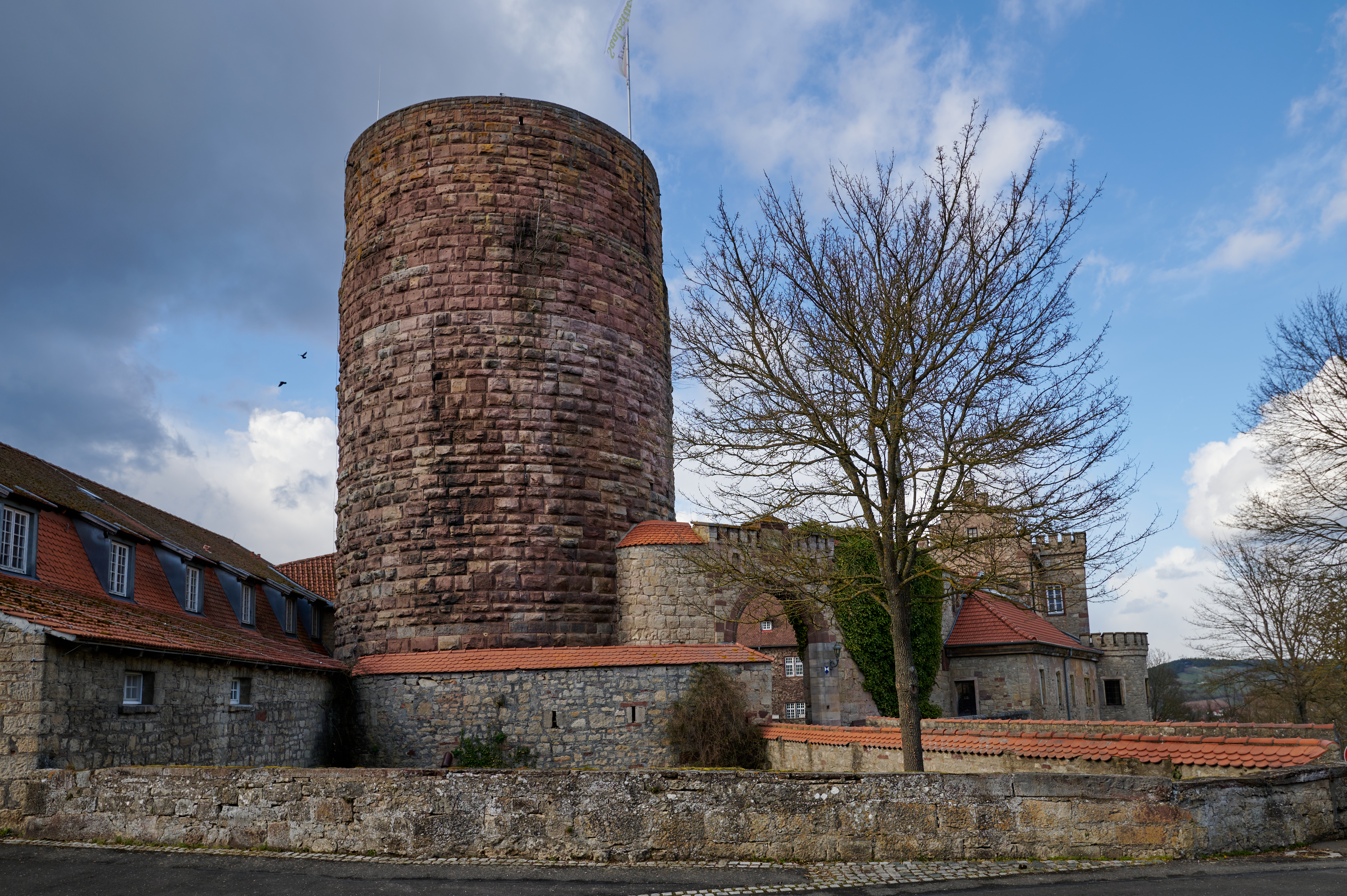
Bergfried weitere Bilder
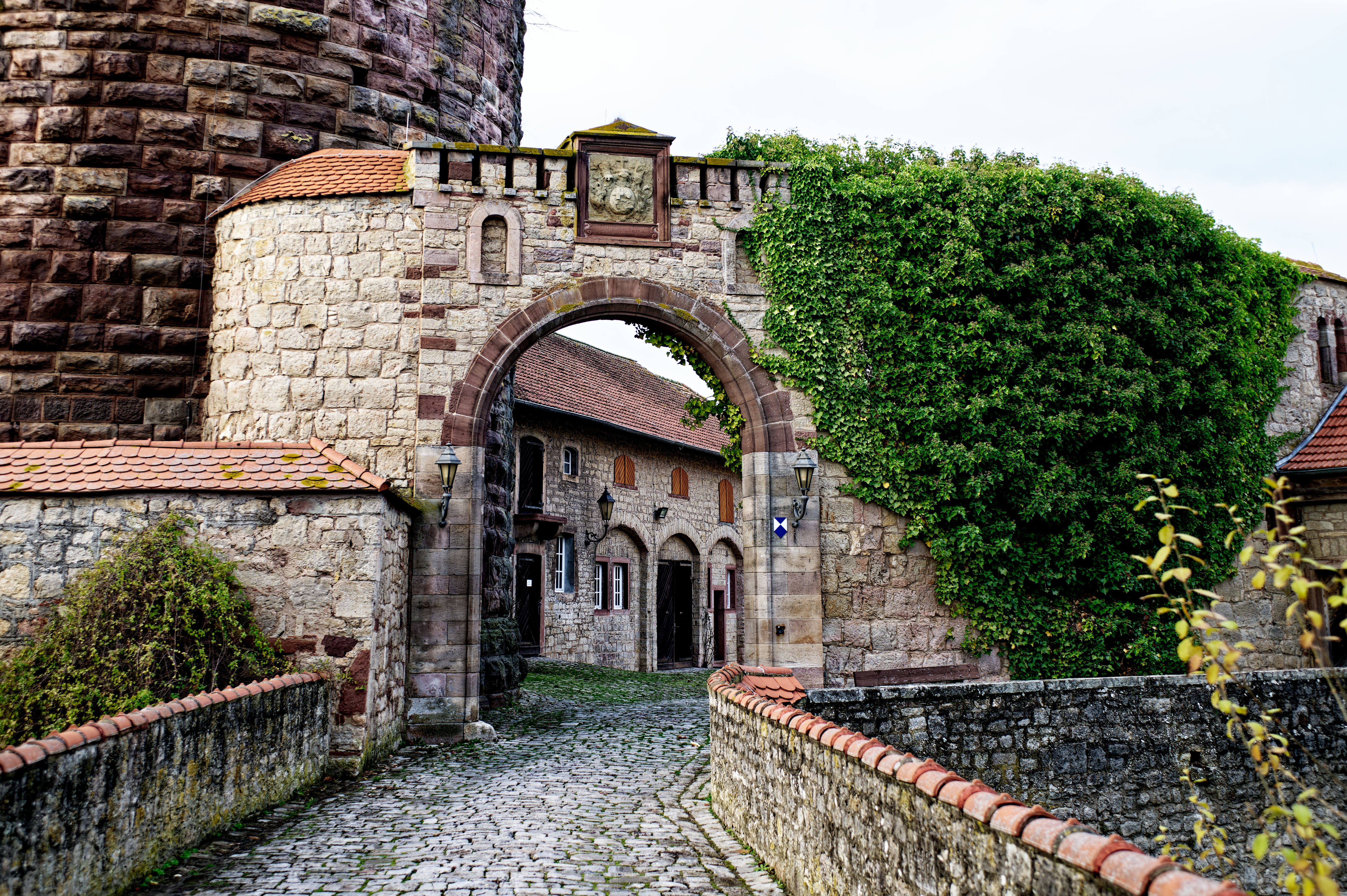
Burgtor weitere Bilder
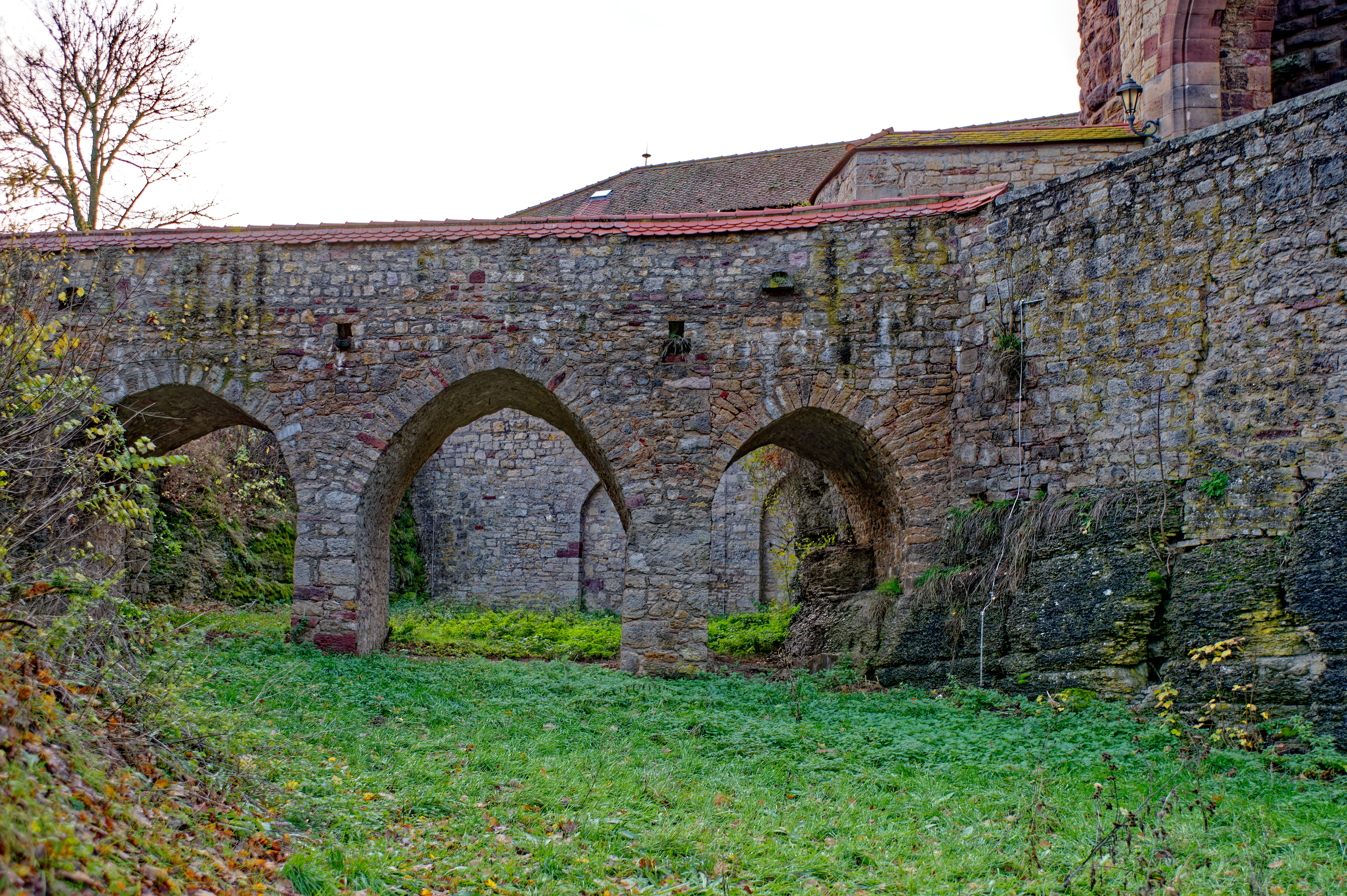
Burgbrücke weitere Bilder
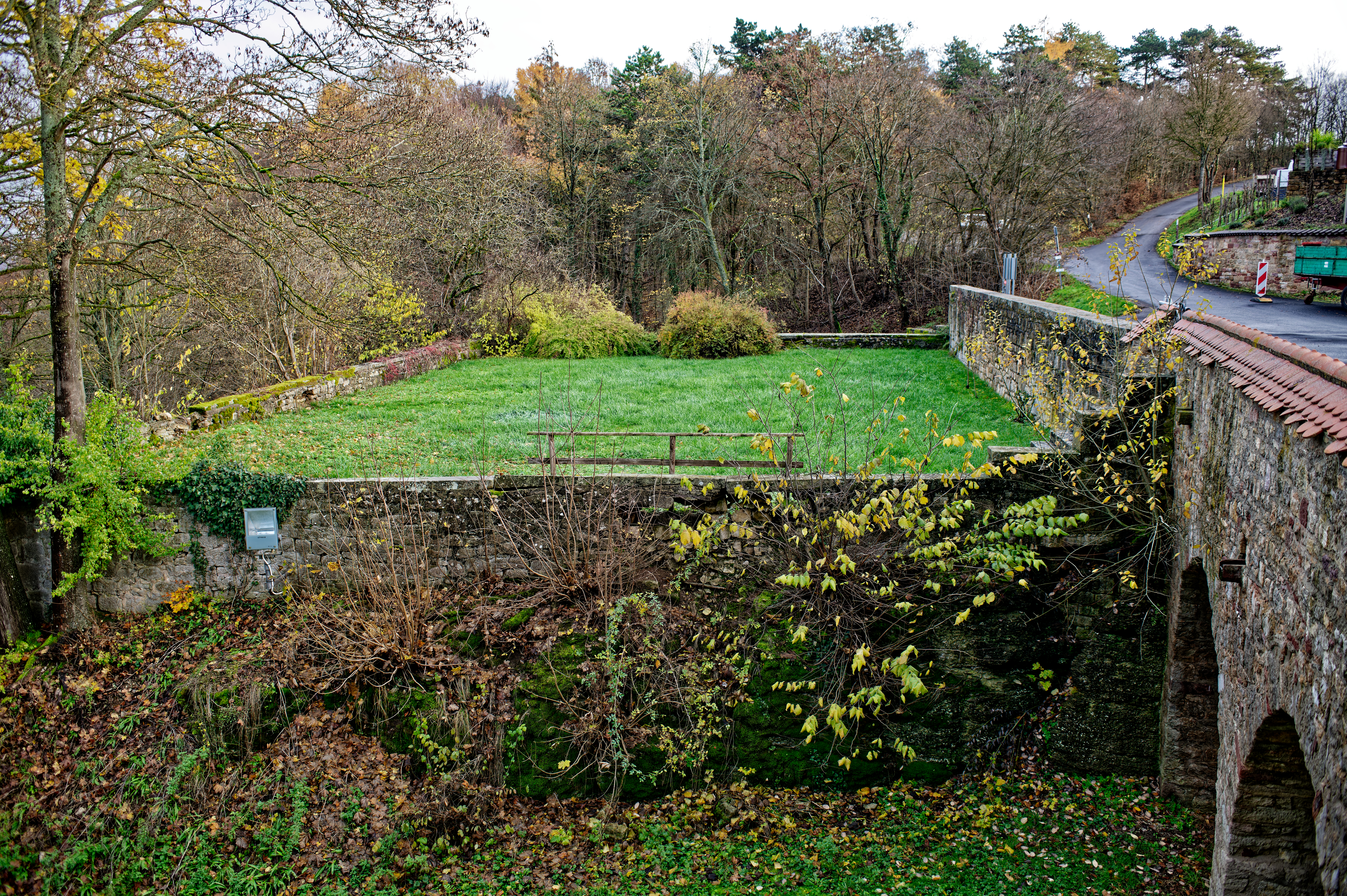
Einfriedung weitere Bilder

| Lage                                      | Objekt                                                                       | Beschreibung                                      | Akten-Nr.               | Bild           |
| ----------------------------------------- | ---------------------------------------------------------------------------- | ------------------------------------------------- | ----------------------- | -------------- |
| Weinberg Saalecker Schlossberg (Standort) | Weinberghaus, sogenanntes Kavaliershäuschen der Weinkellerei Schloss Saaleck | Zweigeschossiger oktogonaler Pyramiddachbau, 1748 | D-6-72-127-253 Wikidata | weitere Bilder |
| Weinberg Saalecker Schlossberg (Standort) | Weinbergmauern des Saalecker Schlossberges                                   | Zugehörig, Hausteinmauerwerk, 17./18. Jahrhundert | D-6-72-127-253 Wikidata | weitere Bilder |

### Seeshof
| Lage                                | Objekt      | Beschreibung | Akten-Nr.               | Bild |
| ----------------------------------- | ----------- | --- | ----------------------- | ---- |
| Oberberg; Weinbergsäcker (Standort) | Bildstock   | Reliefaufsatz mit Kreuzbekrönung und Darstellung der Krönung Mariens, auf Rundsäule über Postament, Sandstein, 19. Jahrhundert           | D-6-72-127-180 Wikidata | BW   |
| Seeshof 1 (Standort)                | Dorfbrunnen | Rechteckige Brunneneinfassung aus Sandstein, darüber Brunnenhäuschen als Ständergerüst mit Satteldach und Feuerglocke, bezeichnet „1818“ | D-6-72-127-199 Wikidata | BW   |

### Sodenberg
| Lage                                                        | Objekt                                                 | Beschreibung | Akten-Nr.               | Bild           |
| ----------------------------------------------------------- | ------------------------------------------------------ | --- | ----------------------- | -------------- |
| Altes Schloss, in der Sodenberg-Kapelle von 1892 (Standort) | Kruzifix                                               | Runder Kreuzstamm, unter dem Corpus Jahreszahl und Wappen mit Doppelkreuz, Sandstein, bezeichnet „1535“ | D-6-72-127-201 Wikidata | weitere Bilder |
| Hainbuche; Tiefental (Standort)                             | Wegkreuz, sogenannte Spinnmagd oder Spinnjungfernkreuz | Kruzifix mit rundem Kreuzstamm und Querbalken und Christustorso, Sandstein, Mitte 16. Jahrhundert | D-6-72-127-202 Wikidata | weitere Bilder |
| Vordere Flur (Standort)                                     | Flurkreuz, sogenanntes Giselakreuz                     | Schiefstehendes Kruzifix mit rundem Kreuzstamm und Querbalken, Unterteil vierkantig, mit dem Torso einer Christusfigur, Rückseite mit dem Wappen derer von Thüngen, Sandstein, bezeichnet „1299“, 1515 erneuert | D-6-72-127-200 Wikidata | weitere Bilder |

### Untererthal
| Lage                                                                                              | Objekt                                                      | Beschreibung | Akten-Nr.                         | Bild                                                 |
| ------------------------------------------------------------------------------------------------- | ----------------------------------------------------------- | --- | --------------------------------- | ---------------------------------------------------- |
| Altfürstlicher Berg (Standort)                                                                    | Wegkreuz                                                    | Sandsteinkreuz auf Tischsockel mit Inschrift, darauf Pietàfigur, Sandstein, bezeichnet „1909“ | D-6-72-127-211 Wikidata           | BW                                                   |
| Am Hahn 2 (Standort)                                                                              | Gedenkkreuz                                                 | Kruzifix auf Tischsockel mit Gedenkinschrift an einen Gefallenen des Krieges von 1870/71, Sandstein, 1872 | D-6-72-127-254 Wikidata           | Gedenkkreuz                                          |
| Am Hahn 11 (Standort)                                                                             | Friedhofskreuz                                              | Kruzifix auf Tischsockel mit Inschriftenkartusche, Sandstein, bezeichnet „1725“ | D-6-72-127-209 Wikidata           | Friedhofskreuz                                       |
| Am Steinig (Standort)                                                                             | Kilometerstein                                              | Einer von insgesamt fünf zweiseitig beschrifteten Kilometersteinen an der Straße ST 2790 zwischen Bad Brückenau und Hammelburg, letztes Viertel 19. Jahrhundert                                                                                            | D-6-72-127-368                    | BW                                                   |
| Brückenauer Straße 11 (Standort)                                                                  | Gasthaus                                                    | Zweigeschossiger Fachwerkbau in Ecklage, mit Krüppelwalmdach und kleiner Vorhalle mit zwei Rundbogenöffnungen, 1733 | D-6-72-127-203 Wikidata           | weitere Bilder                                       |
| Diebacher Weg (Standort)                                                                          | Bildstock                                                   | Reliefaufsatz mit Kreuzbekrönung und Pietàdarstellung, eingerahmt von Farnkräutern, auf Rundsäule über Postament, Sandstein, 17./18. Jahrhundert | D-6-72-127-214 Wikidata           | BW                                                   |
| Gregor-Stolz-Straße 1 (Standort)                                                                  | Kreuzschlepper                                              | Figur des kreuztragenden Christus auf Knien, über Basis mit Inschrift, auf Rundsäule, über Sockel mit Inschrift, Sandstein, errichtet anstelle eines Kreuzschleppers des 18. Jahrhunderts, 1953                                                            | D-6-72-127-210 Wikidata           | Kreuzschlepper                                       |
| Johann-Nepomuk-Straße 1; Von-Erthal-Straße; Von-Erthal-Straße 28; Von-Erthal-Straße 29 (Standort) | Bauernhaus                                                  | Eingeschossiges Wohnhaus mit Mansarddach, 18. Jahrhundert | D-6-72-127-205 Wikidata           | Bauernhaus                                           |
| Johann-Nepomuk-Straße 1; Von-Erthal-Straße; Von-Erthal-Straße 28; Von-Erthal-Straße 29 (Standort) | Bildstock                                                   | Reliefaufsatz mit Darstellung eines Schutzengels einen Jüngling geleitend, Rückseite mit Pietàdarstellung, auf Rundsäule mit Postament, über Sockel, Sandstein, bezeichnet „1718“                                                                          | D-6-72-127-205 Wikidata           | BW                                                   |
| Johann-Nepomuk-Straße 10 (Standort)                                                               | Katholische Pfarrkirche St. Martin                          | Saalbau mit Querhaus, im Wesentlichen Neubau von 1926 bis 1929, unter Einbeziehung des Ostchores und des Westturmes des Vorgängerbaus, Turm mit Welscher Haube, beide im Kern um 1200, Fachwerkaufstockung des ehemaligen Ostchores, 1467; mit Ausstattung | D-6-72-127-206 Wikidata           | Katholische Pfarrkirche St. Martin                   |
| Johann-Nepomuk-Straße 10 (Standort)                                                               | Grabdenkmal in Vasenform für Johann Philipp von Breidenbach | Sandstein, um 1755 | D-6-72-127-206 Wikidata           | BW                                                   |
| Johann-Nepomuk-Straße 14; Nähe Johann-Nepomuk-Straße (Standort)                                   | Ehemaliges Pfarrhaus                                        | Zweigeschossiger Fachwerkbau mit massivem Erdgeschoss und Satteldach, von Laurenzius Koch, 1668–69 | D-6-72-127-207 Wikidata           | Ehemaliges Pfarrhaus                                 |
| Johann-Nepomuk-Straße 14; Nähe Johann-Nepomuk-Straße (Standort)                                   | Pfarrhausmauer                                              | Hausteinmauerwerk, Sandstein, wohl gleichzeitig | D-6-72-127-207 zugehörig Wikidata | Pfarrhausmauer                                       |
| Johann-Nepomuk-Straße 14; Nähe Johann-Nepomuk-Straße (Standort)                                   | Bildstock                                                   | Reliefaufsatz mit Kreuzbekrönung und Darstellung des Kreuztragenden, über Rundsäule, am Säulenfuß Muschelnische, auf gemauertem Sockel, Sandstein, bezeichnet „1718“                                                                                       | D-6-72-127-207 zugehörig          | Bildstock                                            |
| Judengasse 6 (Standort)                                                                           | Ehemalige Synagoge, dann ehemaliger Judenhof                | Zweigeschossiger, verputzter Walmdachbau mit Fachwerkobergeschoss und Tordurchfahrt, 1737 | D-6-72-127-257 Wikidata           | Ehemalige Synagoge, dann ehemaliger Judenhof         |
| Nähe Brückenauer Straße (Standort)                                                                | Bildstock                                                   | Reliefaufsatz mit halbrundem Abschluss, Kreuzbekrönung und Darstellung des Auferstandenen, Rückseite mit Madonna, auf Rundsäule über Postament, Sandstein, bezeichnet „1726“                                                                               | D-6-72-127-213 Wikidata           | Bildstock                                            |
| Rothenacker (Standort)                                                                            | Wegkreuz                                                    | Kruzifix auf Tischsockel mit Inschrift, Sandstein, bezeichnet „1720“ und „1905“ | D-6-72-127-215 Wikidata           | BW                                                   |
| Thalfluß (Standort)                                                                               | Bildstock                                                   | Halbrunder Reliefaufsatz mit Pietàdarstellung, darunter Inschrift „Mater dolorosa“, auf Rundsäule über Postament mit Inschrift, Sandstein, bezeichnet „1749“                                                                                               | D-6-72-127-216 Wikidata           | Bildstock                                            |
| Untererthal – Oberthulba; Am Etzgarten; Staatsstraße 2291 (Standort)                              | Bildstock                                                   | Reliefaufsatz mit halbrundem Abschluss, Kreuzbekrönung und Pietàdarstellung, Rückseite mit Inschrift, auf Rundsäule über Postament, Sandstein, bezeichnet „1722“                                                                                           | D-6-72-127-212 Wikidata           | BW                                                   |
| Von-Erthal-Straße (Standort)                                                                      | Bildstock                                                   | Reliefaufsatz mit halbrundem Abschluss und Kreuzbekrönung, sowie Kreuzigungsdarstellung, auf Rundsäule mit Postament, über Sockel, Sandstein, bezeichnet „1710“                                                                                            | D-6-72-127-204 Wikidata           | Bildstock                                            |
| Von-Erthal-Straße 23; Von-Erthal-Straße 25 (Standort)                                             | Ehemaliger Gutshof, sogenannter Erthalscher Hof             | Zweigeschossiger, verputzter Fachwerkbau mit Mansarddach, im Kern 16. Jahrhundert, Umgestaltung 1768 | D-6-72-127-3 Wikidata             | BW                                                   |
| Von-Erthal-Straße 23; Von-Erthal-Straße 25 (Standort)                                             | Ehemaliger Gutshof, ehemaliges Ökonomiegebäude              | Bruachsteinmauerwerksbau mit Satteldach, wohl 17./18. Jahrhundert | D-6-72-127-3 Wikidata             | BW                                                   |
| Von-Erthal-Straße 29 (Standort)                                                                   | Ehemaliges Erthalsches Jagdshaus, ab 1889 Bauernhaus        | Zweigeschossiger, verputzter Mansardwalmdachbau, im Kern 1760 | D-6-72-127-208 Wikidata           | Ehemaliges Erthalsches Jagdshaus, ab 1889 Bauernhaus |

### Untereschenbach
| Lage                                                                  | Objekt                                | Beschreibung | Akten-Nr.               | Bild                            |
| --------------------------------------------------------------------- | ------------------------------------- | --- | ----------------------- | ------------------------------- |
| B 27; Eichhecke; Reiches Tal (Standort)                               | Bildstock                             | Reliefaufsatz mit Darstellung der Verkündigung auf Rundsäule über Postament mit Wappen, Sandstein, bezeichnet „1753“                                                                                   | D-6-72-127-225 Wikidata | BW                              |
| Straße nach Diebach (Standort)                                        | Bildstock                             | Reliefaufsatz mit Kreuzbekrönung und Darstellung der Kreuzigung, auf Rundsäule, Sandstein, bezeichnet „1695“                                                                                           | D-6-72-127-222 Wikidata | Bildstock                       |
| Klosterstraße (Standort)                                              | Sühnekreuz                            | Grob gehauenes Sandsteinkreuz mit Einritzung, wohl spätmittelalterlich | D-6-72-127-229 Wikidata | BW                              |
| Mittelflur (Standort)                                                 | Bildstock                             | Larnenformiger Aufsatz mit doppelarmigem Eisenkreuz, in Nische moderne Ecce homo Figur, auf Rundsäule über Sockel, Sandstein, 19. Jahrhundert                                                          | D-6-72-127-223 Wikidata | Bildstock                       |
| Mittelflur ()                                                         | Bildstock                             | Pfeiler mit Reliefaufsatz, Vorderseite Kruzifix, Rückseite mit IHS-Monogramm (Iesum habemus socium), 18. Jh.                                                                                           | D-6-72-127-361          |                                 |
| Nähe Untereschenbacher Straße (Standort)                              | Kreuzschlepper                        | Figur des kreuztragenden Christus auf Knien mit hoher Basis auf Rundsäule über Sockel, Sandstein, bezeichnet „1727“                                                                                    | D-6-72-127-226 Wikidata | Kreuzschlepper                  |
| Nähe Untereschenbacher Straße (Standort)                              | Friedhofskreuz                        | Kruzifix auf Tischsockel mit Inschrift, Sandstein, bezeichnet „1881“ | D-6-72-127-227 Wikidata | BW                              |
| Schottenweg (Standort)                                                | Bildstock                             | Sandsteinmonolith, Bildhäuschen mit Giebeldach auf Vierkantschaft mit Bezeichnung, auf Sockel, bezeichnet „1512“                                                                                       | D-6-72-127-218 Wikidata | Bildstock                       |
| Stürzelberg (Standort)                                                | Kreuzdachbildstock                    | Aufsatz Reliefdarstellungen von Kleeblattkreuz, Rosette, IHS-Monogramm, sowie einem Eisenkreuz in Rundnischen, auf Rundsäule, über ornamentiertem Postament, Sandstein, 18./19. Jahrhundert            | D-6-72-127-228 Wikidata | BW                              |
| Untereschenbacher Straße 8 (Standort)                                 | Ziehbrunnen mit Brunnenhäuschen       | Quadratische Sandsteinquadereinfassung mit hölzernem Ständergerüstaufbau und Pyramidendach, 18. Jahrhundert                                                                                            | D-6-72-127-221 Wikidata | Ziehbrunnen mit Brunnenhäuschen |
| Untereschenbacher Straße 12; Nähe Untereschenbacher Straße (Standort) | Katholische Filialkirche Mariä Geburt | Wehrkirche, Saalbau mit eingezogenem Chor, im Kern romanisch, 11./12. Jahrhundert, im 15. Jahrhundert gotisiert, dabei Chor um Fachwerkgeschoss und Dachreiter mit Glockendach erhöht; mit Ausstattung | D-6-72-127-219 Wikidata | weitere Bilder                  |
| Untereschenbacher Straße 12; Nähe Untereschenbacher Straße (Standort) | Kirchhofmauer                         | Mit Rundbogentor, Hausteinmauerwerk, wohl 15. Jahrhundert | D-6-72-127-219 Wikidata | BW                              |
| Untereschenbacher Straße 25; Untereschenbacher Straße 23 (Standort)   | Ehemaliges Amtshaus                   | Zweigeschossiger, traufständiger Massivbau mit Satteldach und Renaissance-Portal, bezeichnet „1593“ | D-6-72-127-220 Wikidata | Ehemaliges Amtshaus             |
| Untereschenbacher Straße 25; Untereschenbacher Straße 23 (Standort)   | Ehemaliges Ökonomiegebäude            | Eingeschossiger Hausteinmauerwerksbau mit Sockelgeschoss, sowie Kniestock und Satteldach, wohl 16. /17. Jahrhundert                                                                                    | D-6-72-127-220 Wikidata | BW                              |
| Untereschenbacher Straße 25; Untereschenbacher Straße 23 (Standort)   | Ehemaliges Ökonomiegebäude            | Kleiner eingeschossiger Satteldachbau mit Hausteinmauerwerk und Fachwerkgiebel, wohl 16./17. Jahrhundert                                                                                               | D-6-72-127-220 Wikidata | BW                              |
| Untereschenbacher Straße 25; Untereschenbacher Straße 23 (Standort)   | Einfriedung                           | Hausteinmauerwerk mit Hoftorpfeilern, Sandstein, wohl 16./17. Jahrhundert | D-6-72-127-220 Wikidata | BW                              |
| Untereschenbacher Straße 25; Untereschenbacher Straße 23 (Standort)   | Pietà                                 | Vor dem leeren Kreuz, in ehemaliger Fußgängerpforte, Sandstein, wohl spätes 19. Jahrhundert | D-6-72-127-220 Wikidata | BW                              |

### Westheim
| Lage                                                         | Objekt                                         | Beschreibung | Akten-Nr.               | Bild           |
| ------------------------------------------------------------ | ---------------------------------------------- | --- | ----------------------- | -------------- |
| Am Stöckleinsbrunnen (Standort)                              | Heiligenhäuschen                               | Baldachinartiger Aufsatz mit Heiligem Markus als Bekrönungsfigur, Rückwand mit Reliefdarstellung der Heiligen Veronika dem Heiland das Schweißtuch reichend, auf Sockel mit Inschriftenkartusche, Sandstein, bezeichnet „1719“                                                    | D-6-72-127-237 Wikidata | BW             |
| Am Stöckleinsbrunnen ()                                      | Wegkreuz                                       | | D-6-72-127-362          |                |
| Fischergasse 1 (Standort)                                    | Prozessionsaltar                               | Ehemaliger Bildstockaufsatz mit Reliefdarstellung des Christuskindes inmitten der 14 Nothelfer, auf Sockel, integriert in ehemaligem Rundbogentor, heute zugesetzt, Gewände bezeichnet „1606“, Relief, Sandstein, 18. Jahrhundert                                                 | D-6-72-127-230 Wikidata | weitere Bilder |
| Fränkische Saale (Standort)                                  | Bogenbrücke                                    | Zweibogige Steinbrücke über die Saale, Hausteinmauerwerk, 16. Jahrhundert | D-6-72-127-255 Wikidata | weitere Bilder |
| Fränkische Saale (Standort)                                  | St.-Nepomuk-Statue                             | Auf Postament mit Inschriftenkartusche und Ehrenlaub, Sandstein, bezeichnet „1718“ | D-6-72-127-255 Wikidata | weitere Bilder |
| Grenzstraße (Standort)                                       | Bildstock                                      | Sandstein, Säule mit Wappen des Fürstbischofs Julius Echter und des Fürstabts Friedrich von Schwalbach, Aufsatz mit Walmdach und rundbogigen Flachnischen mit Reliefs der Kreuzigung mit Schächern, der Madonna und an den Schmalseiten Stifterfiguren, bezeichnet „1610“         | D-6-72-127-335 Wikidata | weitere Bilder |
| Grenzstraße ()                                               | Kreuzschlepper                                 | toskanische Säule auf Piedestalmit Aufsatz Kreuzschlepper, Inschriftkartusche, bez. 1710, Renoviert 1909, Tischsockel modern | D-6-72-127-363          |                |
| Kapelle (Standort)                                           | Kapelle                                        | Rechteckiger Saalbau mit Satteldach, am Türrahmen bezeichnet „1754“ | D-6-72-127-244 Wikidata | BW             |
| Kapellenweg (Standort)                                       | Bildstock                                      | Reliefaufsatz mit Kreuzigungsdarstellung, darunter Engelskopf, Rückseite mit Inschrift, auf Rundsäule mit Postament über Tischsockel, Sandstein, bezeichnet „1707“ | D-6-72-127-242 Wikidata | BW             |
| Losenbach; Wiedenstraße (Standort)                           | Prozessionsaltar                               | Baldachinartiger Aufbau, Rückwand mit Reliefdarstellung einer Monstranz von Engeln flankiert, auf würfelförmigem Postament, Sandstein, bezeichnet „1868“ | D-6-72-127-241 Wikidata | BW             |
| Maas (Standort)                                              | Wegkreuz                                       | Kruzifix auf gemauertem Sockel, Sandstein, bezeichnet „1763“ | D-6-72-127-236 Wikidata | BW             |
| Nähe Am Stöckleinsbrunnen ()                                 | Grenzstein bzw. Geleitstein                    | Vierseitiger Aufsatz mit Eselrückenabschluss, mit Wappenreliefs des Fürstbischofs Julius Echter und des Fuldischen Fürstabtes von Schwalbach, auf kurzem, ornamentiertem Schaft, Sandstein, bezeichnet „1615“ nicht nachqualifiziert, im Bayerischen Denkmal-Atlas nicht kartiert | D-6-72-127-240 Wikidata |                |
| Nähe Westheimer Straße (Standort)                            | Bildstock                                      | Rundbogiger Reliefaufsatz mit Kreuzbekrönung und Darstellung des Gekreuzigten mit Stiftern, Rückseite mit Madonna, auf Rundsäule über Sockel, Sandstein, bezeichnet „1657“ | D-6-72-127-238 Wikidata | weitere Bilder |
| Paulstraße ()                                                | Kreuzschlepper                                 | Figur des kreuztragenden Christus auf Knien, auf hoher, akanthusverziertem Sockel mit Inschriftenfeld, auf Rundsäule über Sockel, Sandstein, bezeichnet „1710“ nicht nachqualifiziert, im Bayerischen Denkmal-Atlas nicht kartiert                                                | D-6-72-127-235 Wikidata |                |
| Paulstraße 2 (Standort)                                      | Mikwe                                          | Ritualbad für Frauen, kleiner, massiver Walmdachbau, um 1900 | D-6-72-127-263 Wikidata | weitere Bilder |
| Paulstraße 12 (Standort)                                     | Mikwe                                          | Ritualbad für Männer, eingeschossiger, verputzter Walmdachbau, Mitte 18. Jahrhundert | D-6-72-127-264 Wikidata | weitere Bilder |
| Petergasse 6; Nähe Paulstraße (Standort)                     | Katholische Filialkirche St. Petrus und Paulus | Saalbau mit eingezogenem Chor und romanischem Chorturm mit Spitzhelm, Turm 12. Jahrhundert, Langhaus von 1611, Chor, 1756; mit Ausstattung | D-6-72-127-231 Wikidata | weitere Bilder |
| Nähe Paulstraße (Standort)                                   | Gadenanlage                                    | In Resten erhaltenes Hausteinmauerwerk mit modernen Pultdächern, wohl Anfang 17. Jahrhundert | D-6-72-127-231 Wikidata | weitere Bilder |
| Westheimer Straße (Standort)                                 | Bildstock                                      | Reliefaufsatz mit Kreuzigungsdarstellung in Nische, Seiten mit Heiligen Petrus und Antonius, Rückseite mit Inschrift, auf Rundsäule, Sandstein, bezeichnet „1690“ | D-6-72-127-232 Wikidata | weitere Bilder |
| Westheimer Straße 10, in die Hofmauer eingelassen (Standort) | Heiligenhäuschen                               | Tabernakelförmiger Aufbau, Rückwand mit Reliefdarstellungen der Heiligen Familie, Seiten mit Heiligem Petrus und Heiligen Drei Königen, auf eingelassenem Sockel, darüber in separater Nische Figur des Heiligen Georg als Bekrönung, Sandstein, 18. Jahrhundert                  | D-6-72-127-233 Wikidata | weitere Bilder |
| Westheimer Straße 19 (Standort)                              | Kruzifix                                       | Metallkorpus an erneuertem Schaft, beide frühes 20. Jahrhundert, auf barockem Sandsteinsockel mit Inschriftenkartusche, 18. Jahrhundert | D-6-72-127-234 Wikidata | weitere Bilder |

## Ehemalige Baudenkmäler
In diesem Abschnitt sind Objekte aufgeführt, die früher einmal in der Denkmalliste eingetragen waren, jetzt aber nicht mehr. Objekte, die in anderem Zusammenhang – also z. B. als Teil eines Baudenkmals – weiter eingetragen sind, sollen hier nicht aufgeführt werden. Aktennummern in diesem Abschnitt sind ehemalige, jetzt nicht mehr gültige Aktennummern.

| Lage                                                                                 | Objekt                            | Beschreibung | Akten-Nr.               | Bild                              |
| ------------------------------------------------------------------------------------ | --------------------------------- | --- | ----------------------- | --------------------------------- |
| Hammelburg Berliner Straße ()                                                        | Kreuzdachbildstock                | 18./19. Jahrhundert | D-6-72-127-19 Wikidata  |                                   |
| Hammelburg Straße nach Pfaffenhausen (Standort)                                      | Bildstock mit Pietà               | Bezeichnet mit „1711“ und „1791“ | D-6-72-127-59 Wikidata  | BW                                |
| Hammelburg Dalbergstraße 1 (Standort)                                                | Gehört zum Ensemble Bahnhofstraße | | D-6-72-127-20 Wikidata  | Gehört zum Ensemble Bahnhofstraße |
| Hammelburg Dalbergstraße 19 (Standort)                                               | Madonnenfigur                     | 18. Jahrhundert; jetzt an der Fassade des Vinzenz-Koch-Heims; siehe Von-Heß-Straße 12                                                                                        | D-6-72-127-23 Wikidata  | BW                                |
| Hammelburg Kirchgasse 2 (Standort)                                                   | Vergleiche Ensemble Marktplatz    | | D-6-72-127-38           | Vergleiche Ensemble Marktplatz    |
| Hammelburg Heroldsberg, Flur Rothes Kreuz ()                                         | Kruzifix                          | Sandsteinkreuz mit Corpus, auf abgeschrägtem Sockel mit Spruchband, 18. Jahrhundert; unterhalb des Heroldsberges                                                             | D-6-72-127-68 Wikidata  |                                   |
| Hammelburg Nähe Saaletalstraße ()                                                    | Bildstock                         | Rundbogiger Reliefaufsatz mit Pilastereinfassung und Darstellung einer Pietà, darunter Inschriftenkartusche, auf Rundsäule über Postament, Sandstein, bezeichnet mit „1724“  | D-6-72-127-61 Wikidata  |                                   |
| Hammelburg Seeshofer Straße 17 (Standort)                                            | Kreuz                             | Leeres, erneuertes Sandsteinkreuz auf achtkantigem Sockel, davor Figur der trauernden Muttergottes, Sandstein, 18. Jahrhundert                                               | D-6-72-127-50 Wikidata  | BW                                |
| Hammelburg Steintal (Standort)                                                       | Bildstock                         | Reliefaufsatz mit Kreuzbekrönung und Darstellung des Heiligen Franziskus, darunter Inschriftenkartusche, auf Rundsäule über Sockel, Sandstein, zweite Hälfte 18. Jahrhundert | D-6-72-127-64           | weitere Bilder                    |
| Hammelburg Von-Hess-Straße 8 (Standort)                                              | Türgewände                        | Geohrte, barocke Türrahmung, Sandstein, bezeichnet „1773“ | D-6-72-127-53 Wikidata  | BW                                |
| Altstadt Am Schloßberg 3; vor der Klosterkirche (Standort)                           | Kapelle                           | 14. Kreuzwegstation, mit Volutengiebel, 1733; mit Ausstattung | D-6-72-127-71 Wikidata  | Kapelle                           |
| Diebach Straße nach Untereschenbach ()                                               | Bildstock                         | Bezeichnet mit „1695“ | D-6-72-127-103 Wikidata | weitere Bilder                    |
| Gauaschach Lindenrainstraße 3 (Standort)                                             | Hoftoranlage                      | Hoftorpfeiler und separate Fußgängerpforte, Sandstein, bezeichnet „1840“ | D-6-72-127-134 Wikidata | BW                                |
| Obereschenbach Hundsfelder Straße ()                                                 | Bildstock                         | Mit Kreuzigung, 1731 | D-6-72-127-188 Wikidata |                                   |
| Untererthal Rudelsbach (Standort)                                                    | Bildstock                         | Reliefaufsatz mit halbrundem Abschluss und Kreuzigungsdarstellung, auf Vierkantschaft über ornamentiertem Postament, Sandstein, bezeichnet „1760“                            | D-6-72-127-217 Wikidata | BW                                |
| Untereschenbach Straße nach Diebach ()                                               | Wegkreuz                          | Steinkreuz, 1860 | D-6-72-127-224 Wikidata | Wegkreuz                          |
| Untereschenbach B 27; Eichhecke; Reiches Tal, Straße nach Untereschenbach (Standort) | Bildstock                         | 1753 | D-6-72-127-76 Wikidata  | BW                                |
| Westheim Nähe Paulstraße; im Friedhof (Standort)                                     | Friedhofskreuz                    | Frühes 19. Jahrhundert | D-6-72-127-243 Wikidata | BW                                |
| Westheim Saalebrücke (Standort)                                                      | St.-Nepomuk-Statue                | Sandstein, bezeichnet mit „1718“ | D-6-72-127-239 Wikidata | BW                                |

## Abgegangene Baudenkmäler
In diesem Abschnitt sind Objekte aufgeführt, die früher einmal in der Denkmalliste eingetragen waren, jetzt aber nicht mehr existieren, z. B. weil sie abgebrochen wurden. Aktennummern in diesem Abschnitt sind ehemalige, jetzt nicht mehr gültige Aktennummern.

| Lage                                                            | Objekt    | Beschreibung                                          | Akten-Nr.      | Bild |
| --------------------------------------------------------------- | --------- | ----------------------------------------------------- | -------------- | --- |
| Obererthal Elsengraben (bei der Obererthaler Straße) (Standort) | Bildstock | Erste Hälfte 19. Jahrhundert. (Dort nicht vorhanden.) | D-6-72-127-173 | [[Vorlage:Bilderwunsch/code!/C:50.15698,9.89713!/D:Elsengraben (bei der Obererthaler Straße), Bildstock!/\|BW]] |